# Walter Benjamin

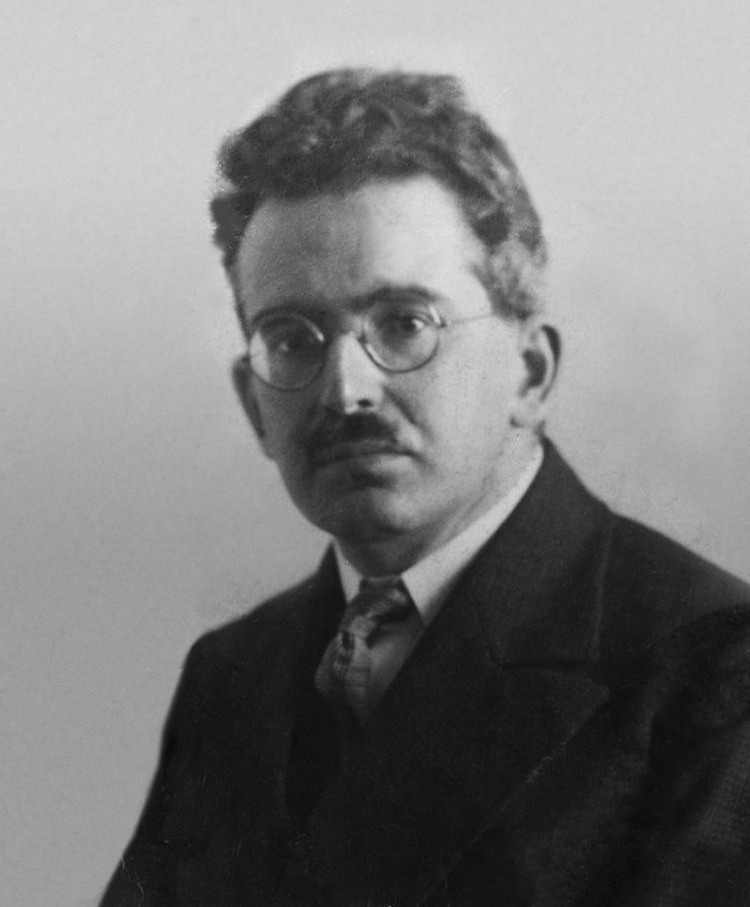
Walter Benjamin, 1928

Walter Bendix Schoenflies Benjamin (* 15. Juli 1892 in Berlin; † 26. September 1940 in Portbou, Spanien) war ein deutscher Philosoph, Kulturkritiker und Übersetzer.
Als unabhängiger Denker wird er wegen seiner engen Freundschaft zu Theodor W. Adorno zum weiteren Wirkungskreis der Frankfurter Schule gerechnet. Ebenso prägend für sein Denken und Schreiben erwies sich die Freundschaft und Zusammenarbeit mit Bertolt Brecht. Er gilt als wichtigster Vordenker der Kulturwissenschaften. Seine Schriften zu einer sozial verstandenen Ästhetik werden in den verschiedensten Disziplinen rezipiert, ihre Ausstrahlung reicht über die akademischen Domänen hinaus in die Bereiche von Literatur, Künsten, Medien(-theorie) und Publizistik.
Er übersetzte Werke von Honoré de Balzac, Charles Baudelaire und Marcel Proust.
Als gebürtiger Berliner lebte er nach Studium und gescheiterter Habilitation, die ihm die angestrebte Universitätskarriere verwehrte, als freier Schriftsteller wieder in seiner Geburtsstadt, unterbrochen von ausgedehnten Auslandsaufenthalten. Als liberaler Intellektueller und säkularisierter Jude ging er 1933 zu Beginn der NS-Herrschaft ins Pariser Exil. Nach der Besetzung Frankreichs durch die deutschen Truppen nahm er sich auf einer missglückten Flucht in der spanischen Grenzstadt Portbou das Leben.

## Leben

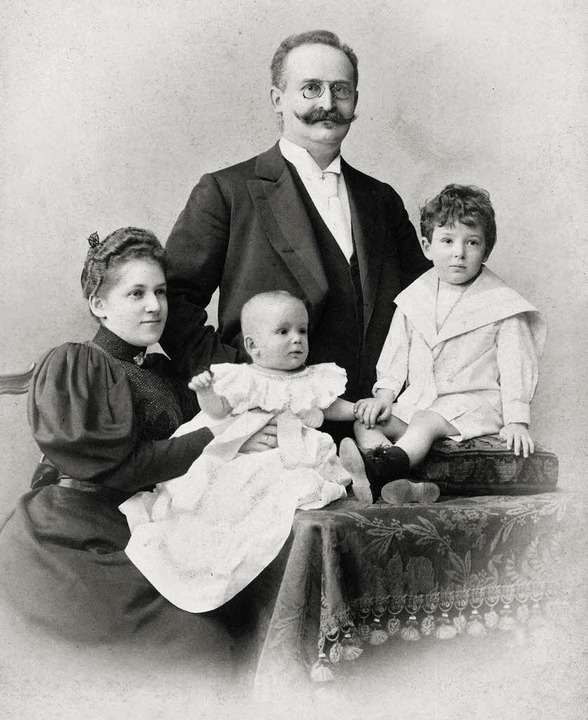
Walter Benjamin (rechts) mit seinen Eltern Emil und Pauline Benjamin und Bruder Georg, 1896

Walter Benjamin wurde als Sohn des Antiquitäten- und Kunsthändlers Emil Benjamin (1856–1926) und dessen Frau Pauline (1869–1930) (geborene Schoenflies) in Berlin-Tiergarten, Magdeburger Platz, geboren. Susan Sontag, die in ihm den großen Melancholiker sieht, zitiert ihn mit den Worten: „dass ich unterm Saturn zur Welt kam – dem Gestirn der langsamsten Umdrehung, dem Planeten der Umwege und der Verspätungen.“ Er wuchs in einer vollständig assimilierten jüdischen Familie des Berliner Großbürgertums auf. Walter Benjamin war der Älteste von drei Geschwistern, Dora (1901–1946) und Georg Benjamin (1895–1942), und damit Schwager von Hilde Benjamin, Georgs Frau, zudem war er Cousin von Gertrud Kolmar und Clara Stern, der Ehefrau des bekannten deutschen Psychologen William Stern, und damit ein Onkel 2. Grades von Günther Anders (→ Familien Schoenflies und Hirschfeld), dem Sohn von Clara und William Stern. Seine Kindheit, deren Erinnerungen in Berliner Kindheit um neunzehnhundert festgehalten sind, verbrachte Benjamin überwiegend in Berlin. Das Wohnhaus der Familie, Delbrückstraße 23 in Berlin-Grunewald, ist heute nicht mehr erhalten.

### Schulzeit
Von 1901 bis 1912 besuchte er den gymnasialen Zweig der Kaiser-Friedrich-Schule in Charlottenburg, das damals noch nicht zu Berlin gehörte. Dazwischen lag ein zweijähriger Aufenthalt (1905–1907) an der Hermann-Lietz-Schule Haubinda, einem reformpädagogischen Internat in Thüringen. Dort lernte er neben Martin Luserke den Lehrer Gustav Wyneken kennen, der ihn tief beeindruckte und zu einem Engagement in der Jugendbewegung veranlasste. In der Folge arbeitete er neben Siegfried Bernfeld, Georg Gretor (Pseudonym Georges Barbizon), Otto Gründler, Erich Krems, den Brüdern Hans und Peter Kollwitz sowie Wyneken an der ebenso legendären wie berüchtigten Jugendzeitschrift Der Anfang mit. Diese wurde in Bayern an allen Schulen verboten. Wynekens These, dass eine neue Jugend einem revolutionären kulturellen Wandel den Weg bereiten müsse, wurde zum Hauptthema aller Veröffentlichungen des Studenten Benjamin. 1912 legte er am Kaiser-Friedrich-Gymnasium in Charlottenburg das Abitur ab.

### Studium und Jugendbewegung
Benjamins Studium war, auch kriegsbedingt, von Diskontinuität gekennzeichnet. Er studierte in Freiburg und Berlin (1912–1915), München (1915–1917) und Bern (1917–1919). Bis zum Kriegsausbruch widmete er einen Großteil seiner Zeit der Organisierung von Studentengruppen auf der Grundlage von Wynekens Schriften, die eine unabhängige Jugendkultur im Hochschulbereich propagierten.
Er begann das Studium der Philosophie, Germanistik und Kunstgeschichte an der Albert-Ludwigs-Universität im Sommersemester 1912 in Freiburg im Breisgau. Philosophie hörte er bei dem Neukantianer Heinrich Rickert. In Freiburg schloss er Freundschaft mit den expressionistischen Dichtern Philipp Keller und Christoph Friedrich Heinle. Im Wintersemester 1912/13 setzten Benjamin und Heinle ihr Studium in Berlin fort. Aber im Sommersemester 1913 kehrte Benjamin nach Freiburg zurück, zu seinem Dichterfreund Philipp Keller. Nach Wynekens Wunsch sollte er dort die Abteilung für Schulreform unter seine Kontrolle bringen, die im Wintersemester 1911/12 nach einem Aufruf Wynekens im Rahmen der Freideutschen Bewegung gegründet worden war. Sie hatte sich unterdessen in einen literarischen Zirkel von sieben bis neun Studenten unter der „despotischen“ Leitung von Philipp Keller entwickelt. Benjamins persönliche Beziehung zu Keller kühlte ab, wenngleich er dessen expressionistische Schriften unverändert wertschätzte. Im Wintersemester 1913/14 studierte er wieder in Berlin und ließ sich zum Präsidenten der Berliner Freien Studentenschaft wählen. Nach Ausbruch des Ersten Weltkriegs löste der Suizid Heinles am 8. August 1914 tiefe Bestürzung bei Benjamin aus. Er widmete dem verstorbenen Freund 30 Sonette und bemühte sich vergeblich, für dessen hinterlassenes Werk einen Verleger zu finden.
Benjamin gehörte zusammen mit Hans Blüher, Ernst Joël, Fritz Klatt, Erich Krems, den Brüdern Hans und Walter Koch, Hans Kollwitz, Alfred Kurella und Alexander Rüstow dem so genannten Westender Kreis an, der den linken Flügel der bürgerlichen Jugendbewegung zusammenführte. Klatt war wahrscheinlich der geistige und publizistische Motor dieses Bundes.

### Bruch mit Wyneken, Freundschaft mit Scholem
Der Kriegsausbruch beendete jegliche Mitarbeit in der Jugendbewegung und führte zu einem endgültigen Bruch mit dem kriegsbegeisterten Wyneken. Im November hatte Wyneken in München in seinem Vortrag, Der Krieg und die Jugend, die männliche Jugend aufgerufen, sich freiwillig zur Verteidigung des Vaterlandes zu melden. In seinem letzten Berliner Seminar, im Sommer 1915, lernte Benjamin den sechs Jahre jüngeren Mathematik- und Philosophiestudenten Gershom Scholem kennen, der ebenfalls aus einer assimilierten jüdischen Familie, jedoch des kleinbürgerlichen Alt-Berlins, stammte. Der Pazifist, Sozialist und engagierte Zionist Scholem, der sich bereits früh gegen die Abwendung seiner Familie vom Judentum als „radikalen Selbstbetrug“ wandte, wurde einer seiner engsten Freunde und beständigsten Briefpartner. Scholem gegenüber äußerte Benjamin, dass er, wie Scholem, auf dem Standpunkt des radikalen Kriegsgegners Karl Liebknecht stehe. Intensive Diskussionen mit Scholem über Judentum und jüdische Mystik gaben den Anstoß für den 1916 geschriebenen (als Manuskript überlieferten) Text Über Sprache überhaupt und über die Sprache des Menschen, der, wie Benjamin Scholem wissen ließ, „in immanenter Beziehung auf das Judentum und mit Beziehung auf die ersten Kapitel der Genesis“ stehe. Seit jenem Zeitpunkt „wurde die Theorie der Sprache zu einem bleibenden Thema für Benjamin“; in ihr sah er den „Kanon der Wahrnehmung“. Mit dieser Freundschaft begannen auch bald, wie Hannah Arendt schrieb, „diese kuriosen endlosen Erwägungen einer Auswanderung nach Palästina, die sich durch nahezu zwanzig Jahre“ hinzogen und bei denen es fraglich war, ob es ihm damit nach der Trennung von seiner aus einem zionistischen Milieu stammenden Frau wirklich ernst war. Dazu gehörten auch die zeitweiligen Lektionen, denen er sich unterzog, um Hebräisch zu erlernen. Wie Scholem in seinen Erinnerungen schreibt, wurde ihm im Laufe des Jahres 1930 klar, dass Benjamin seine „hebräischen Pläne endgültig ad acta gelegt“ hatte.

### Heirat und Studienabschluss
1917 heiratete Benjamin Dora Sophie Kellner, geschiedene Pollak (1890–1964), eine aus Wien stammende Studentin der Philosophie und Chemie, Tochter des Anglisten Leon Kellner (1859–1928) und dessen Ehefrau, der Schriftstellerin und Übersetzerin Anna Kellner, geborene Weiß (1862–1941). Die Ehe hielt 13 Jahre und brachte den gemeinsamen Sohn Stefan Rafael (1918–1972) hervor. Noch im Jahr der Eheschließung (auch, um einer drohenden Einberufung zum Militär zu entgehen) wechselte Benjamin in die Schweiz, wo er sich nach Sommeraufenthalten in St. Moritz und Zürich in Bern niederließ. Dort pflegte er freundschaftlichen Umgang mit Ernst Bloch, der sich wie andere Intellektuelle (Hermann Hesse, Hugo Ball) ebenfalls dem kriegführenden Deutschland entzogen hatte. In den nächsten zwei Jahren widmete er sich intensiv seiner Dissertation mit dem Titel Der Begriff der Kunstkritik in der deutschen Romantik. Als Doktorvater fungierte der Philosoph Richard Herbertz. Am 27. Juni 1919 verteidigte Benjamin seine Doktorthese und bestand mit der Bestnote summa cum laude. Nach den Plänen seines Vaters sollte er nach Abschluss des Studiums einen bürgerlichen Beruf ergreifen. Benjamin wollte hingegen sein Leben als Privatgelehrter fortsetzen und erwartete die weitere finanzielle Unterstützung seines Vaters, solange dies eben nötig sei. Im März 1920 sah er sich gezwungen, mit der Familie nach Berlin in die elterliche Villa zurückzukehren, weil der Vater die akademischen Ambitionen seines Sohnes nur unter der Bedingung weiter unterstützen wollte, dass die junge Familie mit im Elternhaus wohnen würde. Möglicherweise waren es auch, worauf Bernd Witte verweist, die durch die Inflation beeinträchtigten Vermögensverhältnisse des Vaters, die eine Unterstützung außerhalb des Elternhauses nicht mehr zuließen. Nach ständigen Auseinandersetzungen kam es zu einem vollständigen Zerwürfnis mit den Eltern, die dazu führten, dass er mit Frau und Kind im Mai 1920 eine Wohnung im Haus des befreundeten Schriftstellers Erich Gutkind am Stadtrand in Berlin-Grünau bezog. Im Dezember gab er stillschweigend klein bei und kehrte mit Familie ins elterliche Domizil zurück.

### Freier Schriftsteller in Berlin

Angelus Novus von Paul Klee (1920)

Wieder zurück in Berlin, arbeitete Benjamin als freier Schriftsteller und Publizist unter zunehmend prekärer werdenden privaten Lebensumständen. Die langen Perioden der Abwesenheit in Paris, auf Capri und auf den Balearen haben ihn, wie Adorno schrieb, „der Stadt nicht abspenstig gemacht“. Bis zu seinem Exil blieb Berlin sein Hauptwohnsitz. Seine Suche nach einem Weg, ein ausreichendes Einkommen für sich und seine Familie zu verdienen und gleichzeitig genügend Zeit für sein Schreiben zu haben, war von beruflichen Misserfolgen und persönlichen Schwierigkeiten überschattet. Zwar sicherte der Verdienst seiner Frau, zunächst als Übersetzerin, dann als Journalistin und Redakteurin für den Rundfunk und für verschiedene Ullstein-Blätter, jahrelang den Familienunterhalt. Doch die ehelichen Beziehungen gestalteten sich äußerst konfliktreich mit beiderseitigen Liebesaffären außerhalb der Ehe: Benjamin verliebte sich in die Bildhauerin Jula Cohn, seine Frau ging mit Benjamins Freund, dem Komponisten Ernst Schoen, ein Liebesverhältnis ein. Ab Frühjahr 1921 führten sie getrennte Leben. Zum endgültigen Bruch führte schließlich Benjamins Liaison mit der lettischen Schauspielerin und Regisseurin Asja Lācis, die er während seines Sommeraufenthalts 1924 auf Capri kennengelernt hatte und in einem Brief an Scholem als „russische Revolutionärin aus Riga“ bezeichnete. Nach einem erbitterten Scheidungskrieg im April 1930 wurden die beiden Geschiedenen bald wieder Freunde und blieben bis zum Lebensende von Benjamin in intensiver Korrespondenz, die größtenteils unveröffentlicht ist.
In den frühen 1920er Jahren verfasste er die philosophische Schrift Zur Kritik der Gewalt und übersetzte Baudelaire-Gedichte, die 1923 als zweisprachige Ausgabe (Charles Baudelaire, Tableaux Parisiens) im Heidelberger Verlag von Richard Weißbach mit seinem selbstbewussten Aufsatz Die Aufgabe des Übersetzers erschienen. Auch begann er mit der Niederschrift des großen Essays über Goethes Wahlverwandtschaften, „eines der einflussreichsten und schwierigsten Werke Benjamins“ (erschienen 1924/25 in: Neue Deutsche Beiträge, herausgegeben von Hugo von Hofmannsthal).
Nach dem Besuch einer Paul-Klee-Ausstellung erwarb er im April 1921 für 1000 Mark das von Klee 1920 gemalte Aquarell Angelus Novus, das zu Benjamins kostbarstem Besitz wurde. Benjamins Versuch, eine Zeitschrift gleichen Namens herauszugeben, scheiterte. 1923/24 ging er nach Frankfurt am Main, um sich dort zu habilitieren. Hier lernte er Theodor W. Adorno und Siegfried Kracauer kennen, mit denen er und Alfred Sohn-Rethel im September 1925 einen mehrwöchigen Aufenthalt am Golf von Neapel hatten, wo ihm Jakob Johann von Uexküll sein Sommerhaus auf Capri zur Verfügung stellte. Seine Habilitationsschrift Ursprung des deutschen Trauerspiels erwies sich jedoch als zu unorthodox für den akademischen Betrieb. Um sich eine offizielle Ablehnung zu ersparen, zog Benjamin sein Habilitationsgesuch 1925 zurück, womit sich seine Hoffnung auf eine Universitätskarriere zerschlug.
1926 und 1927 hielt Benjamin sich in Paris auf, wo er, teilweise gemeinsam mit Franz Hessel, an der Übersetzung der Werke von Marcel Proust (insbesondere Auf der Suche nach der verlorenen Zeit) arbeitete. Sein im Jahr 1924 beginnendes Interesse für den Kommunismus führte Benjamin im Winter 1926/27 nach Moskau, wo er seine Freundin Asja Lācis besuchte. Trotz seiner zunehmenden Sympathie für die kommunistische Bewegung bewahrte sich Benjamin zeit seines Lebens ein, wie er es nannte, „linkes Außenseitertum“.
Zur gleichen Zeit begann er, regelmäßig für den Rundfunk zu arbeiten. Diesen Auftrag erhielt er dank seines Freundes Schoen, mit dem er in ständigem Briefwechsel stand. Schoen hatte Benjamins Überleben mit Auftragsarbeiten gesichert und ihm auch schon 1925 angeboten, für die Programmzeitung zu arbeiten, was Benjamin jedoch nicht interessierte. 1932 begann er mit der Niederschrift einer Auftragsarbeit für die Literarische Welt über seine Kindheit und Jugend in Berlin, die als vierteilige Arbeit gedacht war. Daraus erwuchs „seine umfangreichste autobiographische Niederschrift“, die Berliner Chronik, die erst 1970 von Gershom Scholem veröffentlicht wurde. Benjamin arrangierte das Manuskript für das „Meisterwerk seiner Spätzeit“, die Berliner Kindheit um neunzehnhundert, deren Publikation auch erst nach seinem Tod durch Adorno erfolgte.

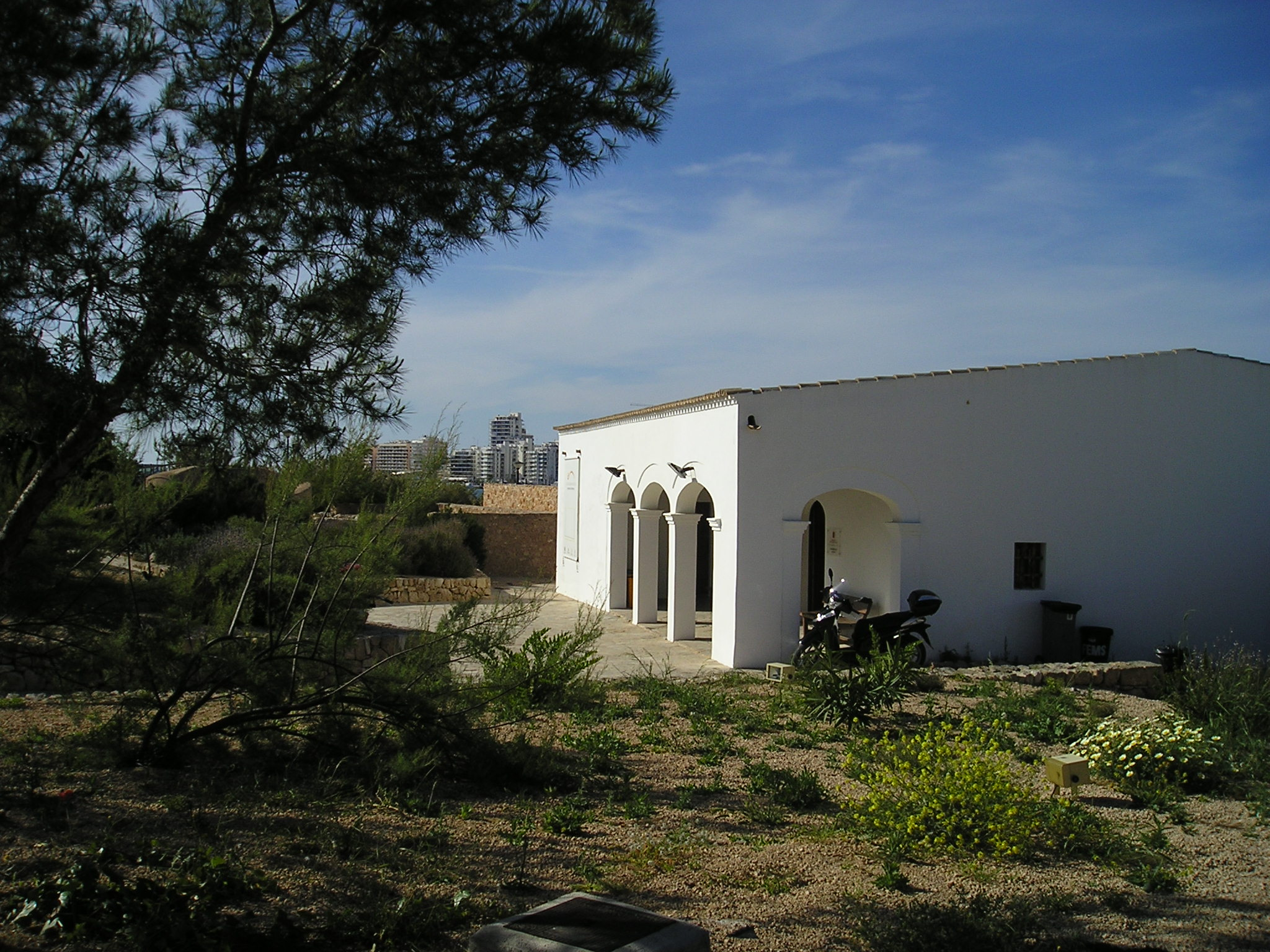
Sa Punta des Moli, Haus, in dem Walter Benjamin während seiner Ibiza-Aufenthalte lebte (2011)

In den Jahren 1932 und 1933 verbrachte Benjamin den Sommer auf der Baleareninsel Ibiza in San Antonio Abad als Untermieter bei Felix Noeggerath, den er schon 1915 in München in den Vorlesungen von Walter Lehmann über das alte Mexiko kennengelernt hatte und dessen „phänomenalsten“ Kenntnisse er sehr bewunderte. Öfters kam auch Benjamins Freundin Olga Parem einige Wochen zu Besuch. Bei seinem ersten Aufenthalt lernte er Jean Selz kennen, mit dem er Drogenerfahrungen austauschte und der später über ihre gemeinsame Zeit publizierte. Während des Sommers 1933 verliebte er sich auf Ibiza in die niederländische Malerin Anna Maria Blaupot ten Cate, für die er Agesilaus Santander verfasste. Des Weiteren schrieb er auf Ibiza Reiseerzählungen, von denen in der Frankfurter Zeitung eine neunteilige Ibizenkische Folge erschien.

### Beziehungen zwischen Scholem, Kitty Marx und Benjamin
Am 28. Februar 1933 besuchte Kitty Marx, die spätere Kitty Marx-Steinschneider, auf Empfehlung von Gershom Scholem Benjamin in dessen Berliner Wohnung. Das Treffen fand kurz vor Kittys Emigration nach Palästina statt und hatte einen mehrjährigen und intensiven brieflichen Gedankenaustausch zur Folge.
1935 besuchten Kitty und ihr Mann Karl Steinschneider Benjamin in Paris. Insbesondere ein gemeinsamer Barbesuch mit Karl Steinschneider gab Benjamin nach eigenen Aussagen den letzten Anstoß zur Vollendung seiner Schrift Das Kunstwerk im Zeitalter seiner technischen Reproduzierbarkeit.
Im Nachwort zur Erstveröffentlichung von Walter Benjamins Berliner Chronik im Jahre 1970 schrieb Scholem: „Die Entzifferung des Manuskripts bot beträchtliche Schwierigkeiten und setzte eine genaue Vertrautheit mit Benjamins Ausdrucksweise nicht weniger als mit seiner Schrift voraus. Ich habe meiner Freundin Frau Dr. Kitty Steinschneider für ihre unschätzbare Hilfe bei der Entzifferungsarbeit zu danken, ohne die die vorliegende Ausgabe kaum hätte zustande kommen können.“

### Freundschaft mit Bertolt Brecht
Benjamin hatte eine besondere Begabung für Freundschaften, wie die beeindruckende Liste mit über zwei Dutzend seiner Freunde belegt, die Erdmut Wizisla zusammengestellt hat. Unter diesen sind die „drei großen Freundschaften“ mit Gershom Scholem, Theodor W. Adorno und Bertolt Brecht besonders hervorzuheben. Ein erstes Zusammentreffen mit Brecht arrangierte Asja Lācis im Spätherbst 1924 in Berlin, bei dem es jedoch nur zu einer förmlichen Begegnung kam. Nach mehreren flüchtigen Begegnungen bahnte sich im Juni 1929 eine enge Freundschaft an, die bis zu seinem Tod dauerte. In den elf Jahren kam es zwischen ihnen zu zahlreichen Begegnungen und einer regen Korrespondenz. Zwischen 1929 und 1933 trafen sie sich häufig in Berlin, danach verbrachte Benjamin jeweils mehrere Sommerwochen 1934, 1936 und 1938 bei Brecht im dänischen Exil. Gemeinsam verfolgten sie publizistische Pläne, unter anderem konzipierten sie die Herausgabe einer Zeitschrift (Krise und Kritik), in einer Lesegruppe wollten sie „den Heidegger zertrümmern“. Als begeisterte Leser von Kriminalromanen versuchten sich beide im ersten Jahr des Exils an einer gemeinsamen Detektivgeschichte, von der eine Zettelsammlung überliefert ist. Benjamins Interesse an Brechts Theater speiste sich aus seiner Arbeit am Trauerspielbuch, auf das speziell sein erster Brecht-Essay vielfach implizit verwies. Er verfasste über Brecht und dessen episches Theater elf abgeschlossene Aufsätze und Kritiken, von denen sechs erst postum erschienen. Nach Adornos Aussage sprach Brecht von Benjamin als seinem besten Kritiker. Erdmut Wizisla sieht in Benjamin den „ersten systematischen, mit theoretischem Anspruch arbeitenden Kritiker Brechts“. In ihrem großen Benjamin-Essay würdigte Hannah Arendt die Freundschaft Benjamin-Brecht als „einzigartig, weil in ihr der größte lebende deutsche Dichter mit dem bedeutendsten Kritiker der Zeit zusammentraf“. Obwohl durchaus „spannungsvoll“, war es eine Freundschaft, „die stärker war als die Differenz von Prägung, Arbeitsweise und Mentalität“. Nachdem Brecht die Nachricht von Benjamins Suizid erhalten hatte, überlieferte Hannah Arendt Brechts Reaktion mit dem Satz „dies sei der erste wirkliche Verlust, den Hitler der deutschen Literatur zugefügt hat“. In vier Gedichten – Epitaphe – gedachte Brecht Benjamins Schicksals. Der Vierzeiler An Walter Benjamin, der sich auf der Flucht vor Hitler entleibte erinnert an das gemeinsame Schachspiel und an Benjamins Taktik, den Gegner durch zeitlich ausgedehnte Zugverzögerung zu zermürben:
Ermattungstaktik war’s, was dir behagte

Am Schachtisch sitzend in des Birnbaums Schatten

Der Feind, der dich von deinen Büchern jagte

Läßt sich von unsereinem nicht ermatten.

### Exil und Tod

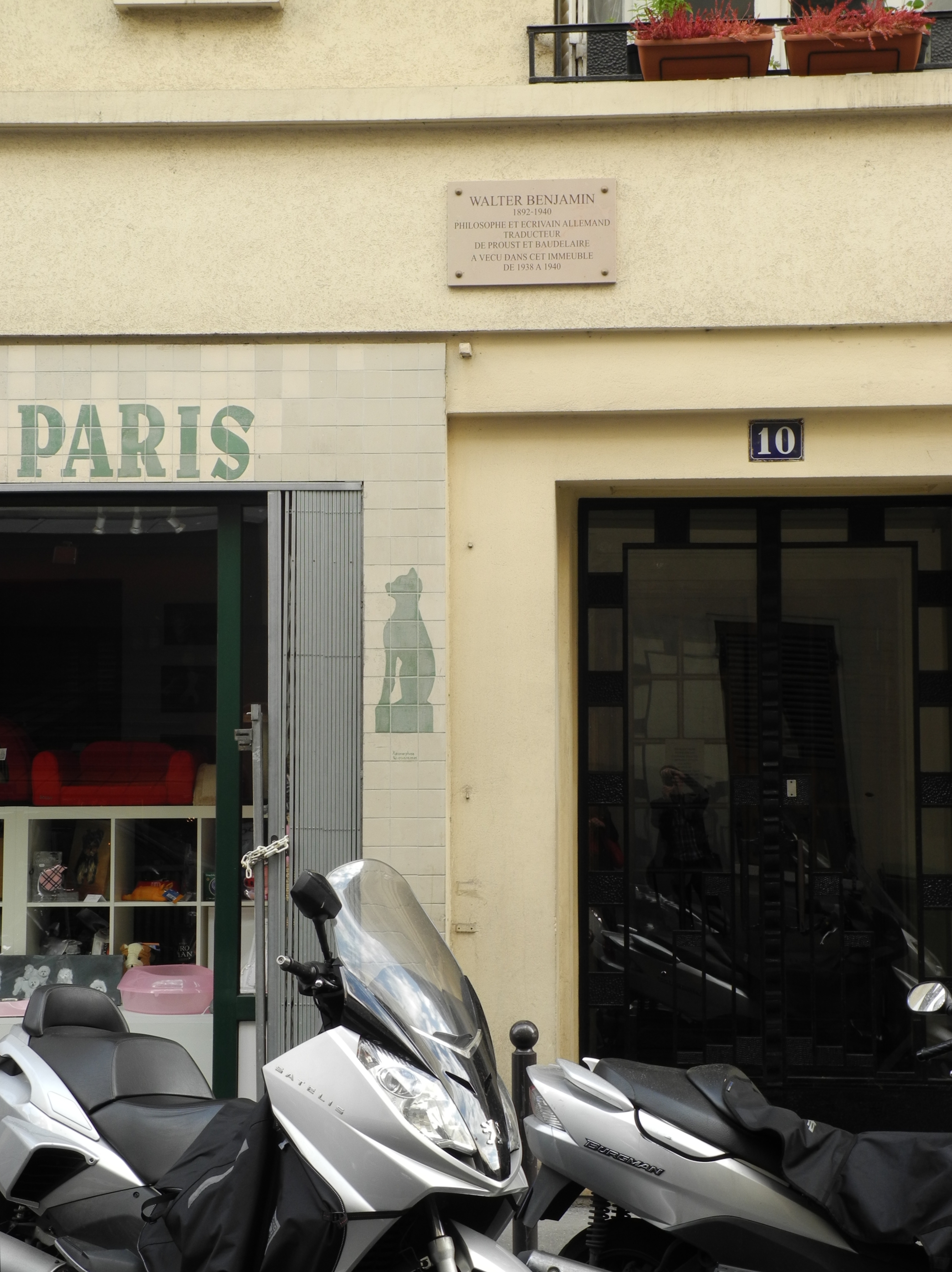
Benjamins Pariser Wohnung, 10 rue Dombasle (1938–1940)

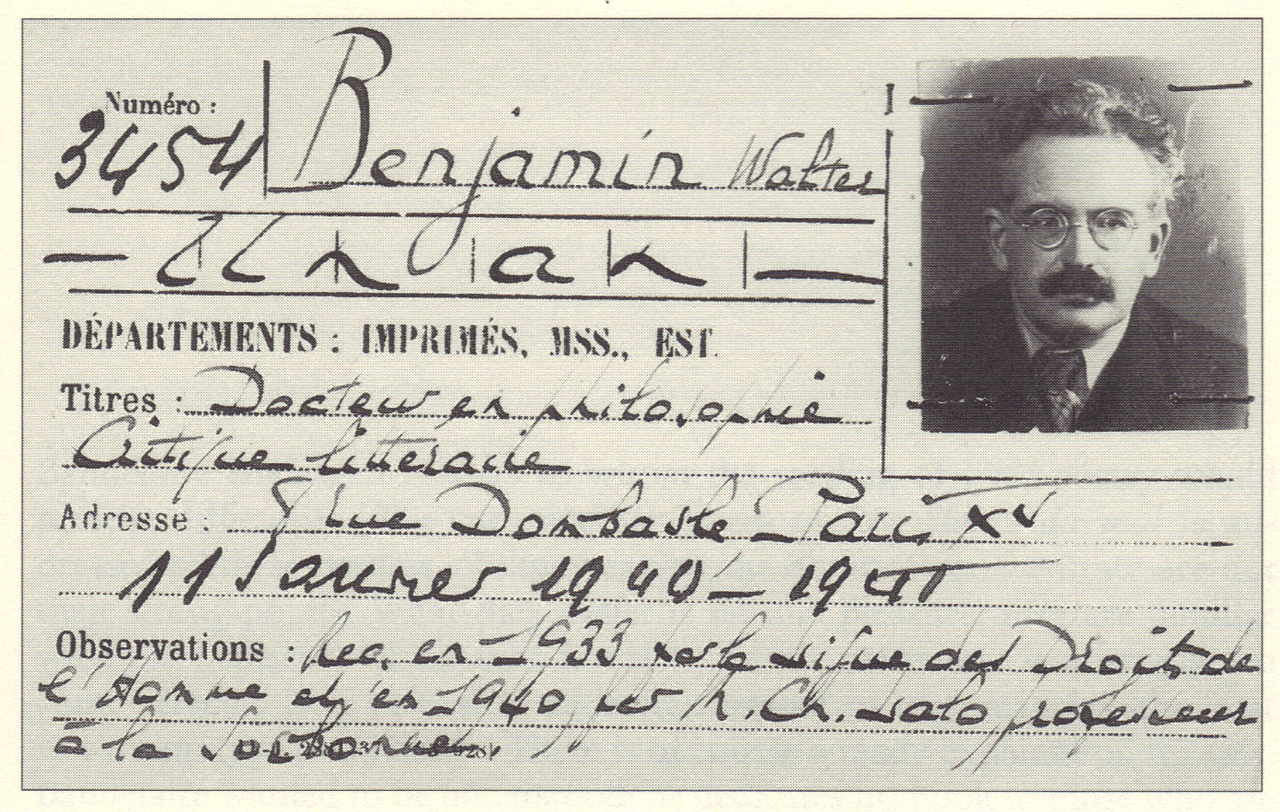
Walter Benjamins Leserausweis für die Bibliothèque nationale de France, Paris 1940

Die Machtübernahme der Nationalsozialisten zwang Benjamin, im September 1933 nach Paris ins Exil zu gehen. In einem ärmlichen Zimmer wohnend, ging er zum Arbeiten in die Bibliothèque nationale. Dort freundete er sich mit der noch jungen, ebenso emigrierten, Gisèle Freund an. Sie schrieb dort an ihrer sozialgeschichtlichen Dissertation zur Fotografie, die sie auf Norbert Elias’ Anregung hin in Frankfurt begonnen hatte. Durch Freund kam er erneut in Kontakt mit Adrienne Monnier. Auch Hannah Arendt war in Paris, die den fast mittellosen Benjamin unterstützte. Von beiden ist ein reger Briefwechsel überliefert. Finanzieren konnte sich Benjamin fast ausschließlich durch Zuwendungen seiner Ex-Frau und seiner Schwester, der Sozialforscherin Dora Benjamin, sowie durch ein schmales Mitarbeitergehalt (zuletzt monatlich 80 US-Dollar), das ihm das inzwischen nach New York emigrierte, von Max Horkheimer geleitete Institut für Sozialforschung überwies. In den Pariser Exiljahren setzte er die 1927 begonnene Arbeit vor allem an seinem Fragment gebliebenen Hauptwerk fort: Das Passagen-Werk. Außerdem verfasste er den berühmt gewordenen Aufsatz Das Kunstwerk im Zeitalter seiner technischen Reproduzierbarkeit, 1936 in der Zeitschrift für Sozialforschung veröffentlicht, und Studien zu Baudelaire.
Die Jahre bis 1939 verbrachte er in Paris und auf Reisen nach Sanremo, wo er in der von seiner Ex-Frau betriebenen Pension „Villa Verde“ logierte, und nach Svendborg in Dänemark als Gast des emigrierten Bertolt Brecht in dessen Haus Skovsbostrand.
Von 1937 bis 1939 war Benjamin Mitglied des von Georges Bataille, Michel Leiris und Roger Caillois gegründeten Collège de Sociologie sowie von Batailles Geheimgesellschaft Acéphale, obgleich er den Bestrebungen des Collège, den Faschismus mit seinen eigenen Mitteln zu bekämpfen, kritisch gegenüberstand. Ein geplanter Vortrag Benjamins über die Mode konnte wegen des Kriegsausbruchs nicht mehr stattfinden. Benjamin wurde für drei Monate mit anderen deutschen Flüchtlingen im Lager Château de Vernuche in Varennes-Vauzelles interniert.
Nach der Rückkehr aus dieser Haft im November 1939 schrieb Benjamin seinen letzten Text, die Thesen Über den Begriff der Geschichte. Benjamin flüchtete nach Lourdes, von wo er zunächst weiter nach Marseille reiste. Im September 1940 unternahm er mit Hilfe von Lisa Fittko den Versuch, nach Spanien zu gelangen und von dort über Portugal mit seinem USA-Visum auszureisen. Im spanischen Grenzort Portbou, wo er trotz erfolgreichem Grenzübertritt die Auslieferung an die Deutschen noch immer befürchtete, nahm er sich in der Nacht vom 25. auf den 26. September 1940 das Leben – offenbar mit einer Überdosis Morphiumtabletten. Seine Leiche verschwand in einem Massengrab.
Die wichtigste Quelle für seinen Suizid ist ein Abschiedsbrief an Theodor W. Adorno, den er seiner Mitflüchtenden Henny Gurland übergeben hatte. Gurland vernichtete den Brief, nachdem sie ihn gelesen hatte, und schrieb die heute erhaltene Fassung später aus dem Gedächtnis nieder. Sowohl am genauen Wortlaut der Botschaft wie auch am exakten Zeitpunkt von Benjamins Tod sind daher Zweifel zu hegen. Den Gefährten wurde nach Benjamins Tod die Weiterflucht ermöglicht. Hannah Arendt berichtete Gershom Scholem in einem Brief vom 17. Oktober 1941 über Benjamins letzte Monate wie auch seinen Tod und erwähnte, Benjamin habe ihr gegenüber wiederholt Suizidabsichten geäußert. Auch gegenüber Scholem hatte er schon einmal (1932) in einem Brief seinen beabsichtigten Freitod angekündigt und sein Leben als „Siegen im Kleinen“ und „Niederlagen im Großen“ bezeichnet.
Der Dokumentarfilm Wer tötete Walter Benjamin… von David Mauas aus dem Jahr 2005 äußert Zweifel am Suizid. Der Film untersucht die Umstände des Todes Walter Benjamins und greift dabei in seiner Erzählweise nach Benjaminschem Vorbild die Problematik des historischen Diskurses und seiner Konstruktion auf. Gleichzeitig wirft der Film Licht auf die Grenzsituation jener Zeit, indem er den „Anonymen“ der Geschichte das Wort gibt.

## Werk
Die Entwicklung von Benjamins schriftstellerischem Metier haben Autoren des Benjamin-Handbuches in drei Phasen unterteilt. Die frühen Schriften der ersten Phase, die nur in exklusiven Zirkeln verwandter Geister kursierten, sind durch Esoterik gekennzeichnet. Nach der Ablehnung seiner Habilitationsschrift erfolgte in der zweiten Phase eine „Hinwendung zur Publizistik“: Zwischen 1925 und 1933 nimmt Benjamin „die Rolle eines unabhängigen Intellektuellen in der Weimarer Republik“ ein, der als Kritiker regelmäßig Beiträge in führenden Blättern (Frankfurter Zeitung, Literarische Welt) und ab 1929 auch im Rundfunk veröffentlicht. Die letzte Phase ist die des Exils, in dem sein Wirkungsradius begrenzt bleibt, wo er in Vorträgen und Aufsätzen seine Autorenrolle und Praxis als Kritiker reflektiert und sich seine Position im Klassenkampf bewusst macht.

### Werkcharakter, Denkweise, theoretische Anschlüsse
Man solle das Werk Benjamins nicht mit „unbilligen Konsistenzanforderungen konfrontieren“, hat Jürgen Habermas im Hinblick auf die Vielzahl der auseinanderdriftenden Motive seines Schreibens angemerkt. Der Literaturwissenschaftler und Avantgarde-Theoretiker Peter Bürger befand über den Werkcharakter von Benjamins Schriften, dass er „a-systematisch“ sei. Anders als bei Adorno, bei dem die Widersprüche in seinem „Anti-System“ dialektisch vermittelt seien, stehen sie bei Benjamin „nebeneinander, ohne dialektische Vermittlung“. Benjamin habe „das avantgardistische Prinzip der Montage auf den Essay zu übertragen versucht. Montage aber ist Zusammenfügung von Heterogenem mit dem Ziel, dass eben daraus etwas ‚aufblitzen‘ möge, das in keinem der montierten Teilstücke enthalten ist“. Nicht als „a-systematisch“, sondern als „fragmentarisch“ charakterisierte der Literaturwissenschaftler Detlev Schöttker die Formbestimmtheit von Benjamins Werk. In seiner Habilitationsschrift wählte er dafür die Bezeichnung „konstruktiver Fragmentarismus“.
Charakteristisch für Benjamins Schreibweise ist das „Bilddenken“, das Denken in Bildern (statt in Begriffen). In einem Bereich zwischen Philosophie und Literatur wirken Denkbilder als vieldeutige Figuren anschaulicher Erkenntnis, gleichsam als „erkenntnistheoretische Modelle, die […] ein Problem im bildhaften Aphorismus umreißen“. Gedanke und Anschauung, Begriff und Bild treten in eine unauslösliche Beziehung. Mit der Kurzprosa des Bandes Einbahnstraße bietet Benjamin ein Kaleidoskop von literarisch-philosophischen Miniaturen, die dem später geprägten Begriff der Denkbilder präzise entsprechen. Die unter dem Titel Städtebilder, Reisebilder, Denkbilder im November 1933 mit dem Pseudonym Detlef Holz in der Frankfurter Zeitung veröffentlichte kleine Sammlung von Texten besitzt keinen spezifischen Status im Hinblick auf die Theorie des Genres Denkbild.
Eine grundlegende Leitidee für sein Denken und Schreiben ist zudem die Kategorie der „Rettung“. Wie der Marburger Literaturwissenschaftler Heinrich Kaulen hervorhebt, überschneiden sich in ihr „begriffsgeschichtliche Linien aus Erkenntnistheorie, Theologie und Literaturkritik“. Erkenntnistheoretisch zieht der Begriff eine Grenze zur Methodologie der Naturwissenschaften, indem er „im Verzicht auf begriffliche Subsumption und abstrakte Generalisierung noch das Andere, Nicht-Begriffliche der Objektwelt in die geschichtliche Erinnerung einzuholen sucht“, das was Adorno mit „Rettung des Besonderen und Nichtidentischen“ bezeichnet hat. Als philosophisch-eschatologischer Begriff steht er gegen „das Wissenschaftsideal des Historismus“ mit der Intention, die „verschütteten Elemente der Tradition“, die „uneingelösten Momente von Glück und Befreiung im Vergangenen“ im Bruch mit dem bisherigen Geschichtsverlauf zu bergen. Unter literaturgeschichtlichen Aspekten zielt die Kategorie auf „die Neubewertung und Reaktualisierung gänzlich übersehener oder […] peripherer Traditionsbestände“. Historiographisch kommt der „Rettung“ die Aufgabe zu, „die Tradition der Unterdrückten gegen die Vereinnahmung der Geschichte durch die Sieger zu bewahren“, an „die Opfer der Geschichte“ zu erinnern. Auch in der Tätigkeit des Sammlers sieht Benjamin die Rettung des Anderen, des Versäumten und Verkannten, sein Ziel ist, alles Ausgesonderte und Übriggebliebene „bis zu dem (utopischen) Punkt zu sammeln, an dem es nichts Ausgesondertes, nichts Übriggebliebenes mehr gibt“. Der Sammler wird damit zu einem Revolutionär. „Jeder von ihm gerettete Fetzen, jede Aussonderung führt am Ende dazu, sich gegen die bestehende Ordnung zu verschwören, um das kompakte Gefüge der jeweiligen Epoche in Frage zu stellen“.
Als konstitutiv für Benjamins geschichtsphilosophisches Denken, ja als „geschichtsphilosophische Orientierungsfunktion“ klassifiziert der Literaturwissenschaftler Günter Hartung den Begriff des Mythos (auch mythische Ordnung, mythisches Zeitalter). In seiner Studie über Benjamins Mythos-Begriff erklärt Winfried Menninghaus sogar, dass die (Re-)Konstruktion von „Benjamins Gebrauch dieses Wortes“ zugleich heiße, „ein Gesamtporträt seines Denkens in nuce zu geben“. Festzuhalten bleibt, dass Benjamins Mythos-Begriff „sowohl zweideutig wie vieldeutig“ ist. Adorno zufolge ist die „Versöhnung des Mythos“ das Thema von Benjamins Philosophie, und das „Spannungsfeld von Mythos und Anti-Mythos“ sei „das Spannungsfeld des ganzen Benjaminschen Denkens“. Vom Früh- bis zum Spätwerk, konstatiert Menninghaus, bleiben „Gewalt und Verblendung […] integrale Momente seines Mythos-Begriffs“. So versteht er als „mythisch beherrscht“ auch noch die aktuelle Geschichte, weil „auch in der Moderne der Mensch sich unverändert einer übermächtigen Wirklichkeit gegenübersieht“. Andererseits erfährt der Begriff in seiner „Theorie der Traumbilder“ im Passagen-Werk eine vom Surrealismus übernommene Bedeutung: die der kollektiven Bildphantasien, die den Blick für „Zeit und Raum der je gegenwärtigen Geschichte […] schärfen“. Gegen den Mythos-Begriff des Surrealisten Aragon, der im Traumbereich verharre, grenzt sich Benjamin im Passagen-Werk durch die „Konstellation des Erwachens“ ab, bei dem es um die „Auflösung der ‚Mythologie‘ in den Geschichtsraum“ gehe. Überdies bezeugen seine Schriften bei aller rigorosen Kritik am Mythos eine Sympathie für die im Mythos als Poesie gegenwärtigen Wahrheitsgehalte, die es gegen die durch die wissenschaftliche Vernunft erzeugte Verminderung von Sinnhaftigkeit und Bedeutung zu retten gelte. In der „künstlerischen Schönheit“ erblickt er eine „versöhnliche Beerbung des schrecklichen Mythos“. Menninghaus bringt es auf die Formel: Brechung und Rettung des Mythos. Dem Märchen schreibt Benjamin die Fähigkeit zu, den „Alp, den der Mythos [der Menschheit] auf ihre Brust gelegt hat, abzuschütteln“. Es lehre noch heute die Kinder, „den Gewalten der mythischen Welt mit List und Übermut zu begegnen“.
Eine eigenständige Theorie Benjamins ist schwer zu bestimmen. Nachdem er sich von der Jugendkulturbewegung gelöst hatte, setzte er sich mit der Philosophie Kants bzw. der neukantianischen Universalphilosophie und in diesem Zusammenhang mit der Sprachphilosophie auseinander. Davon zeugt der 1916 geschriebene Text Über Sprache überhaupt und über die Sprache des Menschen. Im Gegensatz zu dem positivistischen, an den Einzelwissenschaften orientierten Modell von Philosophie opponiert er gegen die weit verbreitete Verdinglichung der Sprache zum bloßen Zeichensystem und will das in Begriffen nicht Fixierte, überhaupt begrifflich nicht Fixierbare dennoch einholen. Durch die emphatische Beziehung der Philosophie auf die Sprache versuchte Benjamin, den herrschenden naturwissenschaftlich orientierten Erkenntnisbegriff derart umzubilden, dass dieser wieder der Erfahrungen der Theologie mächtig werde. Spätestens seit seiner Dissertation bildet die Kunstkritik ein weiteres Essential in seiner theoretischen Architektur. Bernd Witte zufolge wäre eine eigenständige Theorie Benjamins als „Synthese von Geschichtsphilosophie, Literaturkritik und Sprachtheorie“ zu denken, wobei seiner Geschichtsphilosophie freilich die von Benjamin so zahlreich bemühten theologischen Motive, insbesondere das des utopisch-messianischen, einzuschreiben wären. Nicht ohne Grund spricht einer seiner Interpreten von „Benjamins Geschichtstheologie“. Wie Geschichte zu schreiben sei, beschäftigte Benjamin während seiner gesamten Schaffenszeit.

### Veröffentlichungen zu Lebzeiten

#### Bücher
Zu Benjamins Lebzeiten erschienen von ihm vier Bücher und drei Bände mit Übersetzungen von Baudelaire und Proust. Sie wurden nach der Erkenntnis Schöttlers „zu Lebzeiten nicht zitiert, sie haben keine Debatten hervorgerufen und ihrem Verfasser keine Anerkennung im Literaturbetrieb der Zeit eingebracht“. Unter den Büchern befinden sich seine Dissertation (Der Begriff der Kunstkritik in der deutschen Romantik, 1920) und die abgelehnte Habilitationsschrift (Ursprung des deutschen Trauerspiels, 1928), ferner der Aphorismenband Einbahnstraße (1928) und die kommentierte Briefsammlung Deutsche Menschen (1936).

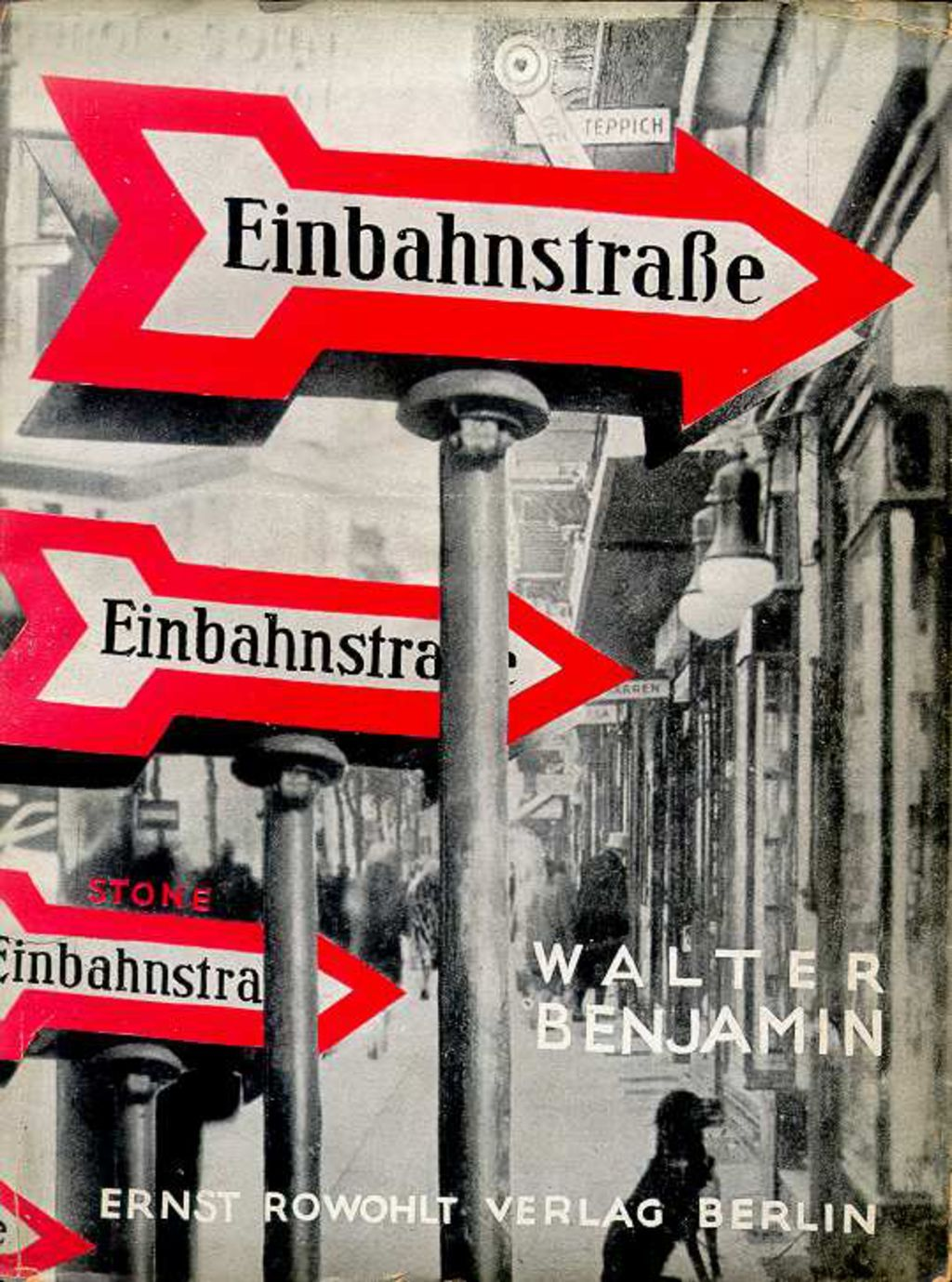
Einbahnstraße, Ausgabe des Rowohlt Verlags von 1928 mit einem Schutzumschlag von Sasha Stone

Die Einbahnstraße mit ihren literarischen Miniaturen erschien zunächst als Broschüre mit einem von dem russischen konstruktivistischen Fotografen Sasha Stone gestalteten Umschlag, einer Fotomontage mit Elementen der Großstadt. Sie gehört zu den bekanntesten Werken Benjamins und wurde als Literaturgattung zum Vorläufer und Vorbild der Miniaturen- und Aphorismensammlungen von Ernst Blochs Spuren (1930), Max Horkheimers (unter dem Pseudonym Heinrich Regius veröffentlichter) Sammlung Dämmerung (1935) und Adornos Minima Moralia (1951). In einem Brief an Scholem hatte er die Sammlung als „Aphorismen, Scherze, Träume“ angekündigt, mit der Straße als kompositorischem Ordnungsmuster, welches Ernst Bloch in einer Rezension sinnfällig wie folgt beschrieb: „Ihre Form ist die einer Straße, eines Nebeneinanders von Häusern und Geschäften, worin Einfälle ausliegen.“ Gewidmet hat er die Sammlung seiner Geliebten Asja Lācis.
Seiner Dissertation Der Begriff der Kunstkritik in der deutschen Romantik (1920) liegt eine intensive Beschäftigung mit der Literatur der deutschen Romantik zugrunde; in ihr findet sein Kritikbegriff eine den Frühromantikern, zuvörderst Friedrich Schlegels Dichtungstheorie nachempfundene Begründung. Dieser zufolge ist sie „ganz im Gegensatz zur heutigen Auffassung ihres Wesens, in ihrer zentralen Absicht nicht Beurteilung, sondern […] Vollendung, Ergänzung, Systematisierung des Werks“. Benjamin geht von einem sehr weitem Kritikbegriff aus und sieht den Kritiker als ebenso gestaltenden und schaffenden Akteur, wie der Autor es ist. Innerhalb der Literatur der Romantik versucht er die lehrhaften und vor allen Dingen prosaischen (im Gegensatz zu poetischen) Anteile als die tatsächlich grundlegenden auszumachen.
In der aufgrund ihrer Unverständlichkeit als Habilitationsschrift von Hans Cornelius abgelehnten Arbeit Ursprung des deutschen Trauerspiels (1925 als Manuskript abgeschlossen, 1928 als Buch publiziert) findet der Begriff der Allegorie eine „eindringliche Prägung“. Als „philosophisch komplex angelegter“ Begriff steht er für die „Destruktion des Schönen Scheins und Ausdrucksform der Melancholie“. Für Burkhardt Lindner stellt die Arbeit „die ‚Summe‘ des Benjaminschen Frühwerks“ mit der Inanspruchnahme der Esoterik dar. Alle seine vorangegangenen Texte sind darin als Verweis oder verborgenes Selbstzitat eingegangen. Wichtig ist ihm die Unterscheidung von Tragödie und Trauerspiel. Während in der antiken Tragödie das mythische Opfer des antiken Heros einen „Vollzug im Kosmos“ darstellt, sind die Personen des Trauerspiels ausgeliefert an die „Natur-Geschichte“, als deren allegorischen Ausdruck die Melancholie sich darstellt. Mit der Inanspruchnahme der Allegorie sowie der Abgrenzung zur Tragödie will Benjamin eine dem Trauerspiel zugrundeliegende Metaphysik aufdecken.
In den frühen Zwanziger Jahren hatte er Gedichte von Baudelaire (Tableaux Parisiens) übersetzt; sie erschienen 1923 in einer Luxusausgabe mit einer Auflage von 500 Exemplaren im Heidelberger Verlag Weißbach, zusammen mit dem programmatischen Vorwort Die Aufgabe des Übersetzers. Ihm zufolge sei der „Begriff der Übersetzung in der tiefsten Schicht der Sprachtheorie zu begründen“.
Bereits in der Schweiz erschien mit Benjamins Einleitung und Kommentaren die Publikation Deutsche Menschen (1936) unter dem Pseudonym Detlef Holz, das Benjamin seit 1933 am häufigsten verwendet hatte. Das Buch besteht aus einer Folge von Briefen, von denen die Frankfurter Zeitung schon zuvor einige veröffentlicht hatte. Nach einer Neuauflage des gut zu verkaufenden Buches hatte ein Zensor das Pseudonym durchschaut, woraufhin dieses auf den Index des Reichsministeriums für Volksaufklärung und Propaganda gesetzt wurde.

#### Artikel, Aufsätze, Vorträge
Neben seinen Büchern veröffentlichte Benjamin etwa 50 Aufsätze, 400 Zeitungsbeiträge und 80 Rundfunkarbeiten. Nach dem Scheitern der Habilitation hatte er sich Publikationsmöglichkeiten in den beiden bedeutendsten Zeitungen der Weimarer Republik – Frankfurter Zeitung und Literarische Welt – geschaffen. Als Literaturkritiker und Rezensent veröffentlichte er zwischen 1926 und 1933 zahlreiche Artikel, mit der Buchbesprechung als wichtigster Publikationsform. Obwohl beide Zeitungen mindestens zweimal monatlich Arbeiten von ihm brachten, ließen die spezifischen Publikationsbedingungen des Mediums „die Herausbildung einer Autorenpersönlichkeit nicht zu“.
Mit dem Aufsatz Zur Kritik der Gewalt (erschienen 1921 im Archiv für Sozialwissenschaft und Sozialpolitik) diskutierte Benjamin verschiedene Gewaltformen: rechtsetzende und rechtserhaltende, rechte und gerechte (‚göttliche‘) Gewalt. Axel Honneth bezeichnet ihn als „religionsphilosophischen Traktat“ von „höchst irritierender Subtilität“, weil er von einer nüchternen akademischen Leitfrage einen „kaum merklichen Übergang zu religiösen Erwägungen vollzieht“. Sein Gewaltbegriff ist moralisch konnotiert, bezogen auf die Erzwingung „sittlicher Veränderungen in der Gesellschaft“ in Formen des Rechts. Dazu übernimmt er auch Überlegungen aus Georges Sorels Buch Über die Gewalt, insbesondere die Idee „einer moralisch begründeten, proletarischen Gewalt, […] die in der Apotheose des Generalstreiks mündete“.
Mit den Essays und Vorträgen zu Franz Kafka und Karl Kraus befasste sich Benjamin mit zwei (nicht nur) zu ihrer Zeit bedeutenden und einflussreichen literarischen Autoren, deren gemeinsame Leitbegriffe mit theologischen Konzepten korrespondierten. Mit beiden beschäftigte er sich über ein Jahrzehnt. Über Kafka veröffentlichte er drei Arbeiten (Kavaliersmoral in Literarische Welt 1929; Franz Kafka. Beim Bau der Chinesischen Mauer, Rundfunkvortrag 1931; Franz Kafka. Eine Würdigung in Jüdische Rundschau 1934). Mit der Polemik Kavaliersmoral verteidigte er Max Brod gegen den Vorwurf, dieser habe Kafkas Testamentvorschrift missachtet, die Manuskripte seiner unabgeschlossenen Werke zu vernichten. Gegen diese „kümmerliche Arroganz“ des Kritikers habe Brod mit „echter Treue gegen Kafka“ gehandelt. Bei der Würdigung handelt es sich um den Teilabdruck zweier von vier Abschnitten eines umfangreicheren Manuskripts: Frank Kafka. Zur zehnten Wiederkehr seines Todestages, welches erstmals 1955 in Walter Benjamins Schriften veröffentlicht wurde. Ganz entschieden lehnt Benjamin „konventionelle theologische, politische und psychoanalytische Lesarten ab und besteht darauf, dass diese Texte letzten Endes nicht entschlüsselbar seien“. – Über Kraus erschienen fünf Arbeiten (die Miszelle Kriegerdenkmal im Band Einbahnstraße; Karl Kraus liest Offenbach in der Literarischen Welt 1928; die Theaterkritik über Wedekind und Kraus in der Volksbühne 1929; der dreiteilige Essay Karl Kraus. Allmensch – Dämon – Unmensch, den die Frankfurter Zeitung 1931 in vier Folgen abdruckte). Benjamin hatte bei den gut besuchten Bühnenauftritten von Kraus im Publikum gesessen und hatte ihn im Radio vortragen gehört, er verkörperte für ihn eine Elementarkraft; in dessen kritischen Aktionen sah er etwas „Menschenfresserisches“, das die Zielobjekte seiner satirischen Kritik durch Nachahmung sich von innen aneignet und so verschlingt. Nicht müde sei er geworden, Heine als „Schöpfer des Feuilletonismus“ zu denunzieren und ihm Nietzsche, als Schöpfer des Essayismus, der anderen „chronischen Krankheit“, an die Seite zu stellen und beide der „Unechtheit“ zu bezichtigen. „Unerkannt wie Harun al Raschid“ durchstreife er des Nachts „die Satzbauten der Journale und hinter der starren Fassade der Phrasen […] entdeckt er in den Orgien der ‚schwarzen Magie‘ die Schändung, das Martyrium der Worte“. Nach Adornos Urteil bestand zwischen Benjamin und Karl Kraus eine Wahlverwandtschaft, nämlich jene, „profane Texte so zu betrachten, als wären es heilige“.
Der Essay Goethes Wahlverwandtschaften, niedergeschrieben 1921/22, bildet nach Burkhardt Lindner, neben der Dissertation und der Habilitationsschrift, die „dritte große philosophisch-ästhetische Abhandlung des Frühwerks“. Ohne bestimmten Auftrag geschrieben, ist sie häufig mit dem Zerfall seiner Ehe in Verbindung gebracht worden. Die Widmung an Julia Cohn, um die er damals vergeblich geworben hatte, legt diese Vermutung nahe, ohne dass dies zum Verständnis der Abhandlung beiträgt. Als Sachgehalt des goetheschen Werkes, befindet Lindner, habe Benjamin, entgegen der damaligen Goethephilologie nicht die Ehe bestimmt, sondern das Mythische, mit dem die Kräfte gemeint sind, die der Zerfall der Ehe freisetzt. Hugo von Hofmannsthal, der die Arbeit außerordentlich bewunderte, veranlasste ihre Veröffentlichung in den Neuen Deutschen Beiträgen in zwei Teilen 1924 und 1925. Laut Arendt war es gerade sein Goethe-Aufsatz, der Benjamin die einzige Chance auf eine Universitätslaufbahn zunichtemachte. Wie so oft bei Benjamins Schriften war auch dieser Text von Polemik geprägt; der Angriff betraf dabei Friedrich Gundolfs Goethe-Buch. Gundolf war das prominenteste und fähigste akademische Mitglied des George-Kreises.
Zunächst zögernd, seit Anfang der dreißiger Jahre immer entschiedener, vertrat Benjamin Positionen des dialektischen Materialismus. In dieser letzten Phase fanden seine Freundschaften mit Adorno und Brecht einen produktiven Niederschlag. Als „größter Katalysator“ der sich in seinem Werk durchsetzenden „marxistischen Tendenz“ erwies sich die Freundschaft mit Brecht. Mit ihm trat, nach Scholems Worten, „eine Elementarkraft im wahrsten Sinne“ in sein Leben. Benjamin gehörte bald zu dessen innerem Kreis. Brecht machte ihn mit dem marxistischen Politiker und Theoretiker Karl Korsch bekannt, der zu einer der Hauptquellen von Benjamins Marxismus-Kenntnissen wurde. Aus der Freundschaft und Zusammenarbeit gingen mehrere Arbeiten und Rundfunkvorträge Benjamins über das Werk von Brecht hervor (u. a. Kommentare zu Gedichten von Brecht; Was ist das epische Theater?; Brechts Dreigroschenroman).
Nachdem einer seiner ältesten Freunde, der Komponist Ernst Schoen, eine verantwortliche Position beim Südwestdeutschen Rundfunk angetreten hatte, begann Benjamin durch seine Vermittlung ab Ende der Zwanziger Jahre regelmäßig für den Hörfunk zu arbeiten. In einem weitgefächerten Gebiet von Themen war er mehr als 80-mal in den verschiedensten Formaten am Mikrofon zu hören. Obwohl er diese Arbeiten als „Brotarbeit“ ansah, gestaltete er voller Experimentierfreude „Hörmodelle“, Sendungen für jüngere Zuhörer, Hörspiele für Kinder, Lesungen und Fachvorträge.
Ein wichtiger Beitrag zur Theorie der Fotografie ist der 1931 erschienene Aufsatz Kleine Geschichte der Photographie. Er greift die lang geführte Diskussion auf, ob Fotografie überhaupt Kunst sei. Fotografie lasse sich nach Benjamin nicht mit einem „antitechnischen Begriff von Kunst“ analysieren. Er möchte Fotografie als Kunst vor allem vor dem Hintergrund von Technik und ihrer Entwicklung verstehen. Anlass für den Aufsatz waren einige Veröffentlichungen zur historischen und zeitgenössischen Fotografie. So stellt er auch die Eigenheiten der neuen Technik an frühesten Fotografien heraus. Diese besäßen einen magischen Wert, den ein gemaltes Bild nicht unbedingt erreichen könne. Auch wird in dem Aufsatz bereits der Begriff der Aura erläutert, der später im Kunstwerkaufsatz eine exponierte Rolle spielt. Aura verweist hier wie dort vor allem auf die Einmaligkeit von Zeit- und Raumerfahrungen. Für die Fotografie sieht Benjamin die Aura dennoch ambivalent. Zum einen haben die frühen Fotografien einen magischen, auratischen Mehrwert, der transzendent ist. Zum anderen lobt er aber auch ausdrücklich Fotografien, die ihr Objekt von der Aura befreit haben. Fotografien ohne solche auratischen Momente können demnach das Verhältnis von Mensch und Umwelt differenzierter darstellen und dienen so einem ideologiefreien politischen Diskurs. Nicht zuletzt aufgrund dieses Aufsatzes wird Benjamin heutzutage als der bedeutendste Fotografietheoretiker der Weimarer Republik bezeichnet.
Die Erfahrungen mit dem Rundfunk und die Überlegungen zur Fotografie gingen ein in den 1936 in der Zeitschrift für Sozialforschung veröffentlichten Aufsatz Das Kunstwerk im Zeitalter seiner technischen Reproduzierbarkeit. Der Titel ist zu einer Art geflügeltem Wort geworden. Die unbegrenzte Vervielfältigung von Musik, Malerei, ja aller bildenden Künste führte nach Benjamin zum Verlust ihrer „Aura“. Damit ist auch der veränderte Rezeptionszusammenhang gemeint: Mussten sich die Kunstliebhaber früher in ein Konzert oder in eine Galerie begeben, um ihrer Leidenschaft nachzugehen, so kam es durch die technischen Reproduktionen, seien es Schallplatten-, Radioaufnahmen oder Kunstdrucke, zu einer „Entwertung des Originals“. Beruhten in der traditionellen Kunst die utopischen Gehalte auf dem schönen Schein, der „Aura“ von Kultwerten, so analysiert Benjamin an der modernen Kunst seit Baudelaire (vgl. Charles Baudelaire. Ein Lyriker im Zeitalter des Hochkapitalismus [1969]) einen fortschreitenden Verfall des Auratischen, mit dem die Kunst – vor allem der Surrealismus und das epische Theater Brechts (vgl.Versuche über Brecht [1966]), auf andere Art der Film – in den Dienst einer materialistischen Entmythologisierung eintritt und unmittelbar eine Funktion im Emanzipationskampf der Gesellschaft übernimmt. Mit seiner positiven Orientierung auf die Massen geht Benjamin über die Kritische Theorie von Adorno und Horkheimer hinaus, weil er weder deren Vorbehalte noch deren Klage teilt, „dass die Massen Zerstreuung suchen, die Kunst aber vom Betrachter Sammlung“ verlangt. Durch Fotografie und Film wird laut Benjamin das Ende der traditionellen Kunst eingeläutet, ein Vorgang, in dem er das Wirken geschichtsbildender Kräfte am Werke sah.
Von den im Umkreis des Passagen-Werks, an dem Benjamin seit 1927 arbeitete, entstammenden Baudelaire-Aufsätze erschien nur einer zu Lebzeiten: Über einige Motive Baudelaires (1939 in der Zeitschrift für Sozialforschung). Zwei vorangegangene Versuche scheiterten am Einspruch Adornos (s. unter 3.1).

### Nachgelassene Schriften

#### Berliner Kindheit
Aus dem umfangreicheren nachgelassenen Manuskript Berliner Chronik hatte Benjamin einzelne Kindheitserinnerungen für den literarischen Text Berliner Kindheit um neunzehnhundert übernommen und im Frühjahr 1933 in der frühesten Fassung dem Berliner Gustav Kiepenheuer Verlag eingereicht. Aber weder diese noch die zweite, erweiterte Fassung aus dem Frühjahr 1934 wurden zu Benjamins Lebzeiten veröffentlicht. Erst 1950 besorgte Theodor W. Adorno die Veröffentlichung. Der Inhalt besteht aus einem Zyklus von 30 Stücken mit kurzen Erinnerungsepisoden aus der eigenen Kindheit. Den Abschluss bildet die Miniatur Das bucklichte Männlein. Einzelne Stücke waren zuvor in der Frankfurter Zeitung und der Vossischen Zeitung teils anonym oder unter Pseudonym abgedruckt worden. Zwischen 1932 und 1935 fanden so bereits 29 Publikationen von einzelnen Stücken statt.

#### „Passagen-Werk“
Unter den nachgelassenen Schriften sind das Passagen-Werk und die kurz vor seinem Suizid verfassten Thesen Über den Begriff der Geschichte die bedeutendsten. Mit dem Passagen-Werk trug Benjamin gewaltige Stoffmassen zur „Urgeschichte der Moderne“ zusammen, architektonisch symbolisiert durch die Passagen und fokussiert auf Paris als der Hauptstadt des 19. Jahrhunderts, wobei das lyrische Werk von Baudelaire, „wie er ins neunzehnte Jahrhundert eingebettet ist“, einen hohen Stellenwert einnimmt. „Kein Werk Benjamins“, befindet der Herausgeber des brasilianischen Passagen-Werks Willi Bolle, „ist so umfangreich, so unübersichtlich und umstritten wie die Passagenarbeit“. Das Werk besteht aus Fragmenten unterschiedlicher Herkunft und umfasst eine Vielzahl von Themen und Kapiteln. Benjamin arbeitete 1927–1929 zunächst an einem Essay über die Pariser Ladenpassagen. Im Exil 1934–1940 erweiterte er das Thema zu einem geplanten Buch. Neben den beiden ausgeführten Exposés Paris, die Hauptstadt des XIX. Jahrhunderts (in deutscher und französischer Fassung) bildet den Schwerpunkt der Arbeit das mehr als tausend Druckseiten und 36 Kapitel umfassende Konvolut von „Aufzeichnungen und Materialien“. Dabei handelt es sich um eine Sammlung von Exzerpten, Notizen und theoretischen Erörterungen mit der Absicht, „Material und Theorie, Zitat und Interpretation in eine gegenüber jeder gängigen Darstellungsform neue Konstellation zu bringen“, nach dem „Prinzip der Montage“, und dem Ziel, ein unverfälschtes Bild des 19. Jahrhunderts darzustellen, es „vom Gestrüpp des Wahns und des Mythos“ zu reinigen. Bezeichnend für seine Methode der Materialsammlung ist sein Hinweis: „Methode dieser Arbeit: literarische Montage. Ich habe nichts zu sagen. Nur zu zeigen. Ich werde nichts Wertvolles entwenden und mir keine geistvollen Formulierungen aneignen. Aber die Lumpen, den Abfall: die will ich nicht inventarisieren sondern sie auf die einzig mögliche Weise zu ihrem Recht kommen lassen: sie verwenden.“ Eine thematisch zentrale Rolle übernimmt die im Trauerspielbuch entfaltete Allegorietheorie; auch hier ist es die Melancholie, diesmal die der „hochartifiziellen Lyrik Baudelaires“ mit den Schwerpunkten vom „Bild der Großstadt als Ruine“ und vom „Bild der Ware und, damit verbunden, das der Hure“. Rolf Tiedemann, der Herausgeber des Passagen-Werks, spricht von zwei Entwürfen. Dem ersten Entwurf lag eine „romantische Form“ und „rhapsodische Naivität“ zugrunde. Nach Gesprächen mit Horkheimer und Adorno machte Benjamin im zweiten Entwurf den von Marx explizierten Fetischcharakter der Ware, in der Version von Georg Lukács, zum „zentralen Interpretationsschema des gesamten Passagenwerks“. Für Jean-Michel Palmier gleicht das nicht leicht zugängliche Werk in „seiner Weite und Tiefe einem Ozean“.

#### Geschichtsphilosophische Thesen

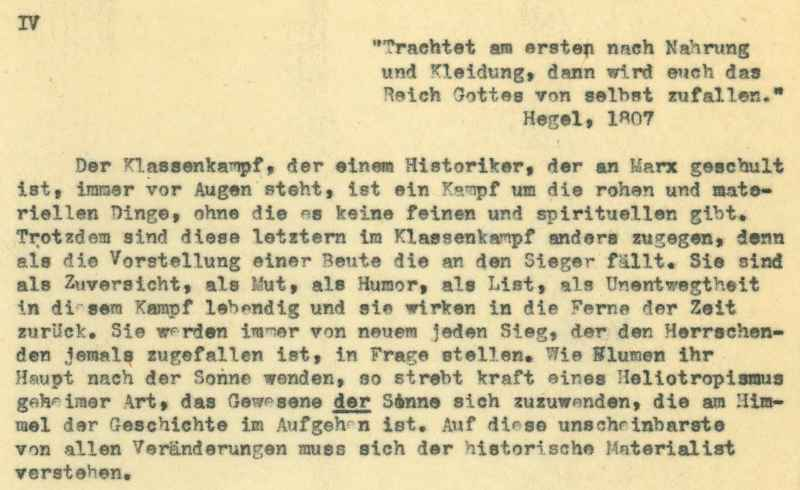
Über den Begriff der Geschichte, Typoskript der These IV von 1940, Benjamin-Archiv, Akademie der Künste, Berlin

Benjamins letzte Arbeit, die Thesen Über den Begriff der Geschichte, erschien postum erstmals 1942 in einer kleinen hektographierten Auflage in dem Benjamin gewidmeten Gedenkband des Instituts für Sozialforschung. Sie ist ein Zeugnis seines „Erwachens aus dem Schock des Hitler-Stalin-Paktes“. Die Thesen repräsentieren „die Summe der Benjamin’schen Überlegungen zur Geschichte“ in einer „freien Synthese von historischem Materialismus […] mitsamt der spekulativen Theologie“. Zwar sei „die Theologie heute klein und hässlich“, heißt es gleich zu Beginn im bildhaften Gleichnis des Schachautomaten, der von einem verborgenen „buckligen Zwerg“ bedient wird, aber wenn der historische Materialismus die Theologie in seinen Dienst nähme, könne er es „ohne weiteres mit jedem aufnehmen“ (These I). Eingeflossen in den Text sind bereits formulierte Gedanken und Motive aus dem Passagen-Werk.
In achtzehn Thesen und zwei Anhängen entfaltet der Text Benjamins Geschichtstheorie, mit der Frage nach „dem wahren Bild der Vergangenheit“ (These V). Zu beantworten sei diese mit einer „kopernikanischen Wende in der geschichtlichen Anschauung“. Mindestens fünf Leitideen lassen sich dazu identifizieren: das Aufsprengen des historischen Kontinuums und die Unabgeschlossenheit der Geschichte, sodann der Gedanke des Eingedenkens, die Geschichts-Vorstellung als einziger Katastrophe und die Kritik am Fortschrittsbegriff.
(1) Mit dem „Tigersprung ins Vergangene“ werde das historische Kontinuum aufgesprengt und die „Jetztzeit“ mit Vergangenem erfüllt. Als Beispiele der Aufsprengung führt Benjamin das (für Robespierre) wiedergekehrte Rom, den neuen Revolutionskalender und die Schüsse auf die Turmuhren während der Juli-Revolution an (Thesen XIV und XV). (2) Damit korrespondiert die Überzeugung, dass Geschichte kein feststehendes, jederzeit abrufbares „Gewesenes“ ist; denn nichts sei unabgeschlossener als das Geschehene. Das Gewesene wird im dialektischen Umschlag mit Aktualität aufgeladen, es erscheint in einer völlig neuen Art und Weise und stößt in veränderter Gestalt in das gegenwärtige Bewusstsein hinein. Wie es in der Jetztzeit weiterwirkt, habe Auguste Blanqui exemplarisch bewusst gemacht, indem er an das erduldete Leid von Generationen Geschlagener erinnerte, das zur treibenden Kraft für „die kämpfende, unterdrückte Klasse“ wurde, deren Hass und Opferwillen „sich an dem Bild der geknechteten Vorfahren, nicht am Ideal der befreiten Enkel“ nährte (These XII). Den Gedanken des Unabgeschlossenen der Geschichte hat Benjamin selbst als Theologie bezeichnet. Theologisch ist auch die Vorstellung von der Vergangenheit, die Anspruch auf Erlösung in der Zukunft stellt (These II). (3) Zusammenhängend damit steht das aus der jüdischen Tradition stammende Konzept des Eingedenkens, das in den Thesen zwar nur an zwei Stellen genannt wird (These XV und Anhang B), aber jede These greift Motive auf, die von der Erfahrung des Eingedenkens nicht zu trennen sind. Eine zentrale Bedeutung kommt dabei der Erinnerung an die Opfer der Geschichte zu. Das vergangene Unrecht dürfe nicht als bloßes Faktum erkannt werden. Die Erschlagenen und Unterdrückten stellen an die lebenden Geschlechter den Anspruch zum Aufstand gegen die Sieger. In einer Aufzeichnung zu den Geschichtsthesen heißt es mit Bezug auf Brechts Gedicht „An die Nachgeborenen“: „Wir beanspruchen von den Nachgebornen [sic! ] nicht Dank für unsere Siege sondern das Eingedenken unserer Niederlagen. Das ist Trost: der Trost den es ja einzig für die geben kann, welche keine Hoffnung auf Trost mehr haben.“ (4) Das stärkste Bild der Thesen ist das vom „Engel der Geschichte“ (These IX). Eindringlich wird der Angelus Novus des Klee’schen Aquarells heraufbeschworen, der sein Antlitz der Vergangenheit zugewendet hat und dort eine „einzige Katastrophe, die unablässig Trümmer auf Trümmer häuft“. sieht. (5) Der zwiefachen Kritik am „Historismus“ und am Fortschrittsoptimismus der sozialdemokratischen und kommunistischen Arbeiterbewegung (Thesen VII und XIII) tritt Benjamin kritisch mit dem häufig zitierten Aperçu aus den Aufzeichnungen zu den Geschichtsthesen entgegen: „Marx sagt, die Revolutionen sind die Lokomotive der Weltgeschichte. Aber vielleicht ist dem gänzlich anders. Vielleicht sind die Revolutionen der Griff des in diesem Zuge reisenden Menschengeschlechts nach der Notbremse.“
Überdies enthalten die Thesen bedeutsame Aussagen zur Kultur: In jeder Epoche sei die Überlieferung der kulturellen Werke von neuem dem Konformismus abzugewinnen (These VI). Denn im Triumphzug der Sieger führten die jeweils Herrschenden die „Kulturgüter“ als Beute mit sich. Der historische Materialist wird als distanzierter Betrachter gleichwohl nicht nur „der Mühen der großen Genien“, die sie geschaffen haben, gedenken, sondern, nicht ohne Grauen, auch „der namenlosen Fron ihrer Zeitgenossen“, die zu deren Schaffung beigetragen haben: „Es ist niemals ein Dokument der Kultur, ohne zugleich ein Dokument der Barbarei zu sein“ (These VII). In seinem Arbeitsjournal lobt Brecht „die kleine Arbeit [als] klar und entwirrend (trotz aller Metaphorik und Judaismen)“.
Will man Benjamins Anspruch an die Philosophie zusammenfassen, dann in der Weise, dass sie den Blick auf die „Trümmer der Geschichte“ und die geschichtlichen Katastrophen lenken müsse, auf all das, „was verraten, unterdrückt und vergessen“ wurde. Während die traditionelle Geschichtsphilosophie, zumal in der Hegelschen Gestalt, ihr Movens, also ihre Antriebskraft, in der Verklärung des Untergangs hat, im Tode des Endlichen das Unendliche, Absolute feiert, ist Benjamins Gegenstand gerade das „Unzeitige, Leidvolle, Verfehlte“, mit dem Bestehen darauf, dass Geschichte immer noch in bloßer Naturgeschichte verharre. Weit entfernt von jeder Apologetik, wird das Denken Benjamins grundiert durch die Trauer des Allegorikers. „Solange es noch einen Bettler gibt, solange gibt es noch Mythos“, heißt es in einem Fragment des Passagen-Werks.

## Verhältnis zu Adorno und zum Institut für Sozialforschung

### Abhängiger Autor der „Zeitschrift für Sozialforschung“
Über Benjamins Verhältnis zum Institut für Sozialforschung, vornehmlich zu Adorno, ist viel geschrieben worden. Sein Einfluss auf die Kritische Theorie war bedeutend. Er erfolgte über Adornos enge freundschaftliche Verbundenheit mit ihm; sie war nicht frei von Rivalitäten und durch seine materielle Abhängigkeit vom Institut während des Exils eine durchaus asymmetrische Beziehung. In der französischen Emigration waren die finanziellen Zuwendungen des Instituts seine wichtigste Einnahmequelle. Neben den Honoraren für Aufsätze und Rezensionen in der Instituts-Zeitschrift erhielt er ab dem Frühjahr 1934 ein monatliches Forschungsstipendium von 500 französischen Francs, die ab Ende 1937 in US-Währung von 80 Dollar direkt von New York überwiesen wurden. Sie reichten indes zur Existenzsicherung nicht aus. Zusätzliche kleinere Geldgeschenke von Freunden, darunter auch „zahlreiche Geldüberweisungen“ von Gretel Adorno, konnten nicht verhindern, dass er in immer billigere Hotels wechseln musste.
Benjamins Veröffentlichungen in der Zeitschrift für Sozialforschung wurden von Horkheimer und Adorno angeregt, redigiert, gekürzt und teilweise zurückgewiesen. Dabei fungierte Adorno als „redaktioneller Torhüter“ für die von Benjamin der Zeitschrift angebotenen Essays. Reine Auftragsarbeiten waren die Aufsätze Zum gegenwärtigen gesellschaftlichen Standort des französischen Schriftstellers (1934), Probleme der Sprachsoziologie (1935), der mit dem inadäquaten Untertitel Eine Sammelrezension veröffentlicht wurde, und die Arbeit Eduard Fuchs, der Sammler und Historiker (1937), die Benjamin nur mit Widerwillen verfasste, daneben mehrere kürzere Rezensionen. Bereits diese Beiträge erschienen nicht ohne redaktionelle Eingriffe. Von „erheblichen Entstellungen und Lücken“ berichtete Benjamin an Scholem im Falle des Aufsatzes über die französischen Schriftsteller; im Fuchs-Aufsatz wurde der erste Absatz mit Erörterungen über eine „marxistische Kunsttheorie“ und weitere Passagen gestrichen.
Zu teils heftigen Konflikten führten die aus Benjamins eigener Initiative entstandenen und eingereichten Arbeiten. Dies waren zum einen der Kunstwerk-Aufsatz, zum anderen die aus dem Umkreis des Passagen-Werks stammenden Arbeiten. Der Aufsatz Das Kunstwerk im Zeitalter seiner technischen Reproduzierbarkeit erschien 1936 in einer stark gekürzten französischen Übersetzung von Pierre Klossowski in der Zeitschrift für Sozialforschung. Eine französische Übersetzung war im Sinne Benjamins; er hoffte damit, sich in französischen Intellektuellenkreisen bekannt zu machen. Die von Horkheimer veranlassten, auf eine politische Entschärfung hinauslaufenden Kürzungen stießen hingegen auf Benjamins anfänglichen Protest, bevor er schließlich „kapitulierte“ und Horkheimers Streichungen akzeptierte. Adorno artikulierte seine Kritik in einem umfangreichen, acht Schreibmaschinenseiten umfassenden Brief an Benjamin, in der er seine gegenteilige Auffassung von der modernen Kunst darlegte, insbesondere mit der Verteidigung der Autonomie der Kunst und der Betonung der ästhetisch-immanenten Technologie gegenüber der von Benjamin herausgestellten Reproduktionstechnik. Wesentlich unverblümter kritisierte er Benjamin im internen Briefverkehr mit Horkheimer: „Dazu die professoral romantischen Vorstellungen von der Technik. Er hat wirklich etwas von einem wahnsinnig gewordenen Wandervogel und die Emanzipation von Brecht ist ihm längst nicht gelungen.“
Eine glatte Ablehnung erfuhren zwei Arbeiten aus dem Passagen-Komplex: „Paris, die Hauptstadt des XIX, Jahrhunderts“, ein Exposé von 1935, und „Das Paris des Second Empire bei Baudelaire“ (1938). Die erste Arbeit hatte er zunächst enthusiastisch begrüßt (Brief v. 5. Juni 1935), unterzog sie aber wenige Monate später (Brief v. 2.–4. August 1935) einer harschen Kritik, in der er die „Psychologisierung des dialektischen Bildes“ und die Rückbindung der klassenlosen Gesellschaft an den Mythos monierte. Den Druck des zweiten Textes verhinderte er mit dem Argument, dass er es „methodisch unglücklich“ halte, „einzelne sinnfällige Züge aus dem Bereich des Überbaus ‚materialistisch‘ zu wenden, indem man sie zu benachbarten Zügen des Unterbaus unvermittelt und wohl gar kausal in Beziehung setzt. Die materialistische Determination kultureller Charaktere ist möglich nur durch den Gesamtprozess“ (Hervorh. i. O.). Damit würden „dem Marxismus Tribute [gezollt], die weder diesem noch Ihnen recht anschlagen“. Erst die aus der „Nachprüfung der Gesamtkonstruktion“ hervorgegangene Überarbeitung mit dem Titel „Über einige Motive bei Baudelaire“, die einige Themenkomplexe und Formulierungen aus der vorangegangenen Arbeit aufgenommen hatte, wurde von Adorno mit großem Lob akzeptiert. Nach der Interpretation von Rolf Tiedemann habe Benjamin sich die Adornoschen Vorbehalte zu eigen gemacht. Der neue Text kenne „keine metaphorischen Parallelitäten mehr zwischen den Gebilden des Überbaus und ihrer gesellschaftlichen Basis“. Die Arbeit erschien schließlich 1939 in der Zeitschrift für Sozialforschung.
Burkhardt Lindner, langjähriger Leiter der Arbeitsstelle Walter Benjamin an der Frankfurter Universität und Herausgeber des Benjamin-Handbuchs, machte bei Horkheimer und Adorno die Tendenz ausfindig, „Benjamins theoretische Eigenständigkeit und intellektuelle Kreativität, von deren weitreichenden Impulsen sie selbst profitierten, zu bevormunden“ und insbesondere den als „wahres Unglück“ angesehenen Einfluss Brechts zurückzudrängen.
In den 1950er Jahren war es Adorno, der zusammen mit Gershom Scholem Benjamins
Schriften der deutschsprachigen Öffentlichkeit erstmals wieder bekannt machte. Adornos Initiative und Herausgeberschaft, mit der Unterstützung seines Mitarbeiters Rolf Tiedemann, war es zu verdanken, dass der Suhrkamp Verlag nach und nach Benjamins Bücher und nachgelassene Schriften, übrigens mit zunehmendem Erfolg, veröffentlichte.

### Adornos Aneignungen Benjaminscher Ideen
Was den intellektuellen Austausch zwischen Adorno und Benjamin anbelangt, so war auch dieser ungleichgewichtig. Während Benjamin nur vereinzelt Adornos Arbeiten zur Kenntnis nahm, und sie dann zumeist wohlwollend beurteilte, kritisierte Adorno zahlreiche Arbeiten Benjamins, nicht nur die bei der „Zeitschrift für Sozialforschung“ eingereichten. Intellektueller Nutznießer ihrer beider Beziehung war Adorno. Benjamins Biographen, Howard Eiland und Michael Jennings, urteilen, dass „der Ideenfluss zwischen beiden unzweifelhaft als Einbahnstraße verlief“. Nicht immer redlich übernahm Adorno Benjaminsche Ideen und Motive. In der Fachliteratur reichen die Bezichtigungen von „verschwiegener Aneignung“ bis zum „unverhüllten Plagiatsvorwurf“. Häufig ist Adornos Lob Benjaminscher Theoreme vom „IBAH (ick bin all hier)-Syndrom“ begleitet, nämlich mit dem Hinweis, dass „er selber Ähnliches, ob nun veröffentlicht oder nicht, schon früher gedacht habe“.
Schon in seiner ersten Buchpublikation, der Habilitationsschrift über Kierkegaard, und vollends in seiner Antrittsvorlesung von 1931, „Die Aktualität der Philosophie“, orientiert Adorno sich an Gedankengängen Benjamins. Die verschwiegene Übernahme eines wichtigen Gedankens Benjamins (nach dessen Einschätzung: eines „völlig unverwechselbaren […] neuen Gedankens“) aus der „Erkenntniskritischen Vorrede“ des Trauerspiel-Buches in die Antrittsvorlesung veranlasst Benjamin zu dem brieflichen Kommentar: „Ich an meiner Stelle hätte hier den Hinweis auf das Barockbuch nicht unterlassen können. Muss ich nun nicht hinzufügen: ich an Ihrer Stelle noch viel weniger.“
In der Dialektik der Aufklärung haben die Autoren drei zentrale Ideen aus dem hinterlassenen Manuskript „Über den Begriff der Geschichte“ (auch unter dem Titel „Geschichtsphilosophische Thesen“ veröffentlicht) übernommen, ohne den Text zu zitieren. Es handelt sich, Detlev Schöttker zufolge, um die Verknüpfung von Kultur und Barbarei, die Auffassung der Geschichte als Katastrophe und die Verschränkung von technischer Naturbeherrschung und gesellschaftlichen Rückschritten.
Nach Adornos Rückkehr aus dem amerikanischen Exil setzte er die verdeckte Aneignung Benjaminscher Ideen in seinen Essays fort; Schöttker listet allein neun Arbeiten aus den Noten zur Literatur auf, in denen er sich an entsprechenden Essays Benjamins orientiert habe, ohne den Bezug auszuweisen.

## Rezeption und Würdigung
Zu Lebzeiten war Benjamin zwar ein prominenter Autor der Frankfurter Zeitung und der Literarischen Welt, aber als Autor genoss er nur in gewissen – Scholem zufolge: „esoterischen“ – Kreisen „hohes intellektuelles Ansehen“. Eine Bestätigung findet diese Einschätzung durch Ernst Blochs retrospektive Würdigung: „Benjamin hatte den besten Ruf in unserem kleinen Freundeskreis: Adorno, Kracauer, Weill, Brecht, ich und wenig andere“. Auch Adorno bestätigte, in Erinnerung an seine frühen Begegnungen als Zwanzigjähriger mit ihm, dass von Benjamin „eine Aura des Außerordentlichen“ ausging und dessen gesamte Existenz „völlig von der Vergeistigung“ und einer „geradezu unerschöpflichen, sich aus sich selbst heraus erneuernden Produktivität“ geprägt war. Für das Lesepublikum der Weimarer Republik hatte er einen geringen Bekanntheitsgrad; thematisch zu heterogen waren die Bücher und zu verteilt auf viele Medien waren seine Artikel. Gegenüber Scholem sprach Benjamin selbst von einer „unendlich verzettelten Produktion“.
Als „Ironie der Wirkungsgeschichte“ bezeichnet der Philosoph Josef Früchtl die nach seinem Tod einsetzende Rezeption, die ihn zu einem der meist zitierten Theoretiker der Kulturwissenschaften machte. Die westdeutsche Rezeption seiner Schriften nach dem Zweiten Weltkrieg lässt sich in drei Phasen unterteilen. In der ersten Phase kann Adorno den Suhrkamp Verlag für die postume Veröffentlichung von Schriften Benjamins gewinnen. 1950 erschien mit einem Nachwort von Adorno die Berliner Kindheit um neunzehnhundert, 1955 die zweibändige Ausgabe der Schriften, herausgegeben von Adorno und seiner Frau Gretel, unter Mitwirkung von Friedrich Podszus, einem Lektor des Verlags. Zudem erschienen 1961 und 1966 Ausgewählte Schriften 1 (unter dem Titel Illuminationen) und Ausgewählte Schriften 2 (Angelus Novus). 1966 erschien eine zweibändige Edition der Briefe, herausgegeben von Adorno und Scholem. In dieser Phase tritt Adorno nicht nur als Herausgeber, sondern auch als einflussreicher Interpret Benjamins hervor. In der zweiten Phase kommt es, im Zuge der 68er-Bewegung, zur öffentlichen Kritik an Adornos Editions- und Deutungsperspektiven, mit der sich eine neo-marxistische Perspektive auf Benjamins Schriften öffnet. In diesen Zusammenhang gehört auch der Streit, den Heißenbüttel und Arendt mit Adorno über die Herausgabe von Benjamins Werken und Briefen führten. Als dritte Phase schließt sich eine umfangreiche und intensive Auseinandersetzung an, die zunächst in der Herausgabe der siebenbändigen Gesammelten Schriften durch Rolf Tiedemann und Hermann Schweppenhäuser mündete. Die beiden Herausgeber, die die Verantwortung über Adornos Nachlass mit der Benjamin-Sammlung übernommen hatten, übernahmen auch inhaltlich die umstrittenen Standpunkte Adornos zum Werk Benjamins und stießen damit immer wieder auf Kritik. Den vorläufigen Abschluss der Editionen bilden die sechs Bände Gesammelte Briefe, herausgegeben von Christoph Gödde und Henri Lonitz (Frankfurt am Main 1995–2000) und die seit 2008 erscheinenden, auf 21 Bände geplanten Werke und Nachlaß. Kritische Gesamtausgabe. Herausgegeben von Henri Lonitz und Christoph Gödde im Auftrag der Hamburger Stiftung für Wissenschaft und Kultur und in Zusammenarbeit mit dem Walter Benjamin Archiv.
Die Kontroversen über Adornos Editionspraxis fanden vornehmlich über die Zeitschriften alternative, Das Argument und Ästhetik und Kommunikation Resonanz in der Studentenbewegung. In Benjamins Zeichen wurde eine Politisierung der Kunst propagiert. Sein Vortrag „Der Autor als Produzent“, 1966 erstmals publiziert, regte die Diskussion über ein verändertes Verhältnis der schöpferischen Auseinandersetzung von Kunstproduzenten und Kunstkonsumenten an, in die sich auch Frank Benseler und Hans Magnus Enzensberger einbrachten. Das Frankfurter Germanistische Institut erfuhr vorübergehend eine Umbenennung in Walter Benjamin-Institut. In Raubdrucken erschienen verschiedene seiner Texte, u. a. sein „Programm eines proletarischen Kindertheaters“. Auch für die antiautoritäre Erziehung wurde er vereinnahmt.
Nachdem Adorno und Scholem nach dem Zweiten Weltkrieg Benjamins Schriften neu, zum größeren Teil erstmals ediert hatten, verkehrte sich Benjamins Wirkung in das Gegenteil der Erfolglosigkeit, die sein Schaffen zu Lebzeiten erfahren hatte. Nach seinem Tod wurde Benjamin zum Anreger verschiedener geistes- und sozialwissenschaftlicher Fächer, die seinen gesellschaftskritischen Impetus wiederaufnahmen.
Laut Jürgen Habermas gehört Benjamin „zu jenen unübersichtlichen Autoren, deren Werk auf eine disparate Wirkungsgeschichte angelegt ist“, er habe „auseinanderstrebende Motive verknüpft, aber nicht eigentlich vereinigt“. Gershom Scholem verweist auf die „innige Verflechtung mystisch-kosmischer und marxistischer Einsichten“ in seinen Schriften, wobei „das marxistische Element etwas wie eine Umstülpung des metaphysisch-theologischen ist“. Hannah Arendt findet für das schwer zugängliche Werk Benjamins als Erklärung, dass er „ohne ein Dichter zu sein, dichterisch dachte“, wobei ihm die Metapher das „größte und geheimnisvollste Geschenk der Sprache sein musste“, und in seiner „Passion für kleine und kleinste Dinge“ stand für ihn „die Größe eines Gegenstandes in umgekehrtem Verhältnis zu seiner Bedeutung“. Den „mikroskopischen Blick“ und seine Sammelleidenschaft für die kleinsten Dinge (Spielsachen, Briefmarken, Bildpostkarten, Glaskugeln mit Winterlandschaften) hebt auch Susan Sontag hervor. Adorno befand: „Was Benjamin sagte und schrieb, klang, als käme es aus dem Geheimnis.“ Michael Maar bewundert seinen „reinen, bilderfunkelnden Stil“, der immer auf seiner Höhe bleibe, „ob er eine Rezension, ein Rundfunkstück, einen Großessay oder eine Tagebuchnotiz verfasst. […] Noch seine Einkaufsliste wäre bei ihm unverkennbar benjaminisch“.
In seiner „Gruppenbiographie“ der Frankfurter Schule bezeichnet der britische Autor Stuart Jeffries Benjamin als den „wohl originellsten mit der Frankfurter Schule verbundenen Denker“. Der italienische Philosoph Giorgio Agamben, der 1983 in der Bibliothèque nationale de France ein Konvolut von Benjamins Texten entdeckte, die Benjamin dem damaligen Bibliothekar Georges Batailles anvertraut hatte, übernahm die philosophische Methodik Benjamins: er gestand, dass er Benjamin insbesondere die Fähigkeit verdanke, „etwas was mich interessiert, aus seinem historischen Kontext zu extrahieren und diesem zu entwinden, um es so wieder zum Leben zu erwecken und wirksam für die Gegenwart zu machen“. Jean-Michel Palmier, der französische Verfasser einer umfangreichen Monographie über Benjamin, rühmt dessen „ungewöhnliche Fähigkeit, noch im kleinsten Detail das ‚Uneingelöste‘ der Geschichte zu erahnen“. Hans Ulrich Gumbrecht meint, dass Benjamins „ungebrochene Popularität in den Geisteswissenschaften“ eine Folge dessen ist, dass er von der instrumentalen Beziehung zwischen dem Subjekt und verschiedenen Technologien überzeugt war, „was einer der Gründe dafür sein [könnte], warum die meisten seiner Prophezeiungen sich als falsch erwiesen haben.“
In den USA wurde Benjamin der akademischen Öffentlichkeit Anfang 1969 durch den von Hannah Arendt herausgegebenen, bearbeiteten und mit einem Vorwort versehenen Sammelband unter dem Titel Illuminations. Walter Benjamin: Essays and Reflections bekannt gemacht. Die meisten Werke Benjamins liegen mittlerweile in englischer und französischer Übersetzung vor. Die Cambridge University Press veröffentlichte 2004 The Cambridge Companion to Walter Benjamin, herausgegeben von David S. Ferris, mit elf Kapiteln über Leben und Werk. Seit 2020 liegt von zwei amerikanischen Literaturwissenschaftlern, Howard Eiland und Michael W. Jennings, eine umfangreiche Biographie von Benjamin in deutscher Übersetzung vor, die streng chronologisch in detailreicher Ausführlichkeit sein Leben und Schreiben auf über 1000 Seiten ausbreitet.
Zu einer „Figur des kulturellen Gedächtnisses“ wurde Benjamin durch die literarische und künstlerische Auseinandersetzung mit seiner Person und seinem Werk. Eine literarische Bezugnahme auf sein Werk findet sich bei Paul Celan in einigen seiner Gedichte, vornehmlich in dem Gedicht „Port Bou – deutsch?“, und bei Heiner Müller mit seiner Lesung „Den Pessimismus organisieren“. Die Oper Shadowtime (szenische Uraufführung 2004 in München) des britischen Avantgardekomponisten Brian Ferneyhough und seines Librettisten Charles Bernstein macht Benjamin als symbolhaften Prototyp für die europäische Intellektuellenkultur im 20. Jahrhundert zur zentralen Figur. Eine Vielzahl von Ausstellungen (s. unter 8. Ausstellungen) einschließlich der documenta 12 stellte die Aktualität seines Denkens heraus.
Das Walter Benjamin Archiv in der Akademie der Künste, Berlin, wurde 2004 als Einrichtung der Hamburger Stiftung zur Förderung von Wissenschaft und Kultur gegründet. Es verwahrt den Nachlass Walter Benjamins sowie eine umfangreiche Sammlung von Dokumenten aus Privatbesitz. Eine Sammlung zur Rezeption ergänzt den Bestand fortlaufend. Das Archiv bündelt drei Nachlassteile: den Frankfurter, Berliner und Pariser Nachlassteil, mit insgesamt 12.000 Blatt.
Seit 2015 existiert an der Universität Bern, an der Benjamin 1919 doktorierte, das Walter Benjamin Kolleg. Das Kolleg orientiert sich an Benjamins Konzept, „verschiedenste disziplinäre Ansätze in den Geisteswissenschaften kreativ miteinander zu verbinden“. Die Hebräische Universität Jerusalem hat einen Walter Benjamin-Lehrstuhl für deutsch-jüdische Literatur- und Kulturwissenschaft eingerichtet. Die Deutsche Forschungsgemeinschaft (DFG) hat das Walter Benjamin-Programm aufgelegt, das es Wissenschaftlern in der Qualifizierungsphase im Anschluss an die Promotion ermöglichen soll, ein eigenes Forschungsvorhaben am Ort ihrer Wahl selbständig umzusetzen.

### Gedenken
Am Berliner Wohnhaus Benjamins in den Jahren von 1930 bis 1933 (Prinzregentenstraße 66, Berlin-Wilmersdorf) befindet sich eine Gedenktafel. Der Bezirk Charlottenburg-Wilmersdorf gab am 12. Mai 2001 einem von Hans Kollhoff neugeschaffenen Stadtplatz (Leibniz-Kolonnaden) in der Nähe des Kurfürstendamms den Namen „Walter-Benjamin-Platz“.
Für Hans und Lisa Fittko wurde im Januar 2001 in Banyuls-sur-Mer eine Gedenkstätte errichtet, die daran erinnert, dass sie, obwohl selbst in Lebensgefahr, vielen von den Nazis verfolgten Menschen die Flucht nach Spanien ermöglichten. Am Fuße dieser Gedenkstätte beginnt ein Wanderweg, auf dem man in etwa fünf Stunden den alten Fluchtweg nachgehen kann, die ehemals nach den Fittkos benannte „F-Route“ von Banyuls über Cerbère in das spanische Portbou. Seit dem 24. Juni 2007 ist dieser Weg offiziell „Chemin Walter Benjamin“ benannt und als historischer Wanderweg markiert.
Diesen Weg beschritt Walter Benjamin unter dramatischen Umständen auf der Flucht vor den Nationalsozialisten am 25. und 26. September 1940. Die spanischen Behörden ließen Benjamin wegen eines neuen Dekrets nicht einreisen, sondern wollten ihn zurück nach Frankreich schicken, worauf sich Benjamin in der Nacht vom 26. auf den 27. September 1940 im Hotel Francia de Portbou mutmaßlich das Leben nahm, um seiner Auslieferung zu entgehen. Daran erinnert die zwischen 1990 und 1994 in Portbou errichtete begehbare Landschaftsskulptur Passagen des israelischen Künstlers Dani Karavan. Auch befindet sich auf dem Friedhof von Portbou ein Gedenkstein zur Erinnerung an Walter Benjamin.

Gedenktafeln und Gedenkorte
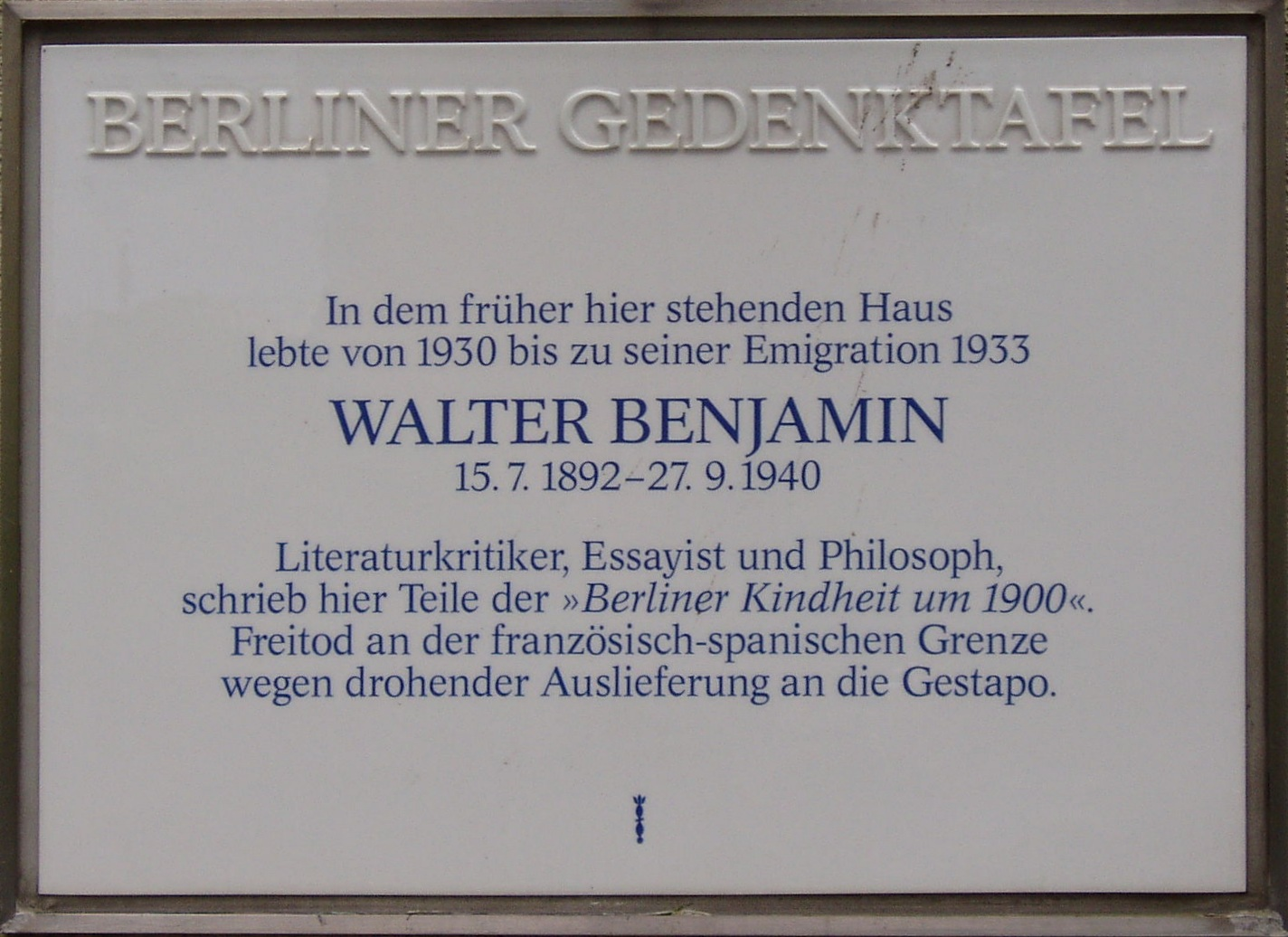
Berliner Gedenktafel für Walter Benjamin, Prinzregentenstraße 66, Berlin-Wilmersdorf (Aufnahme 2007)
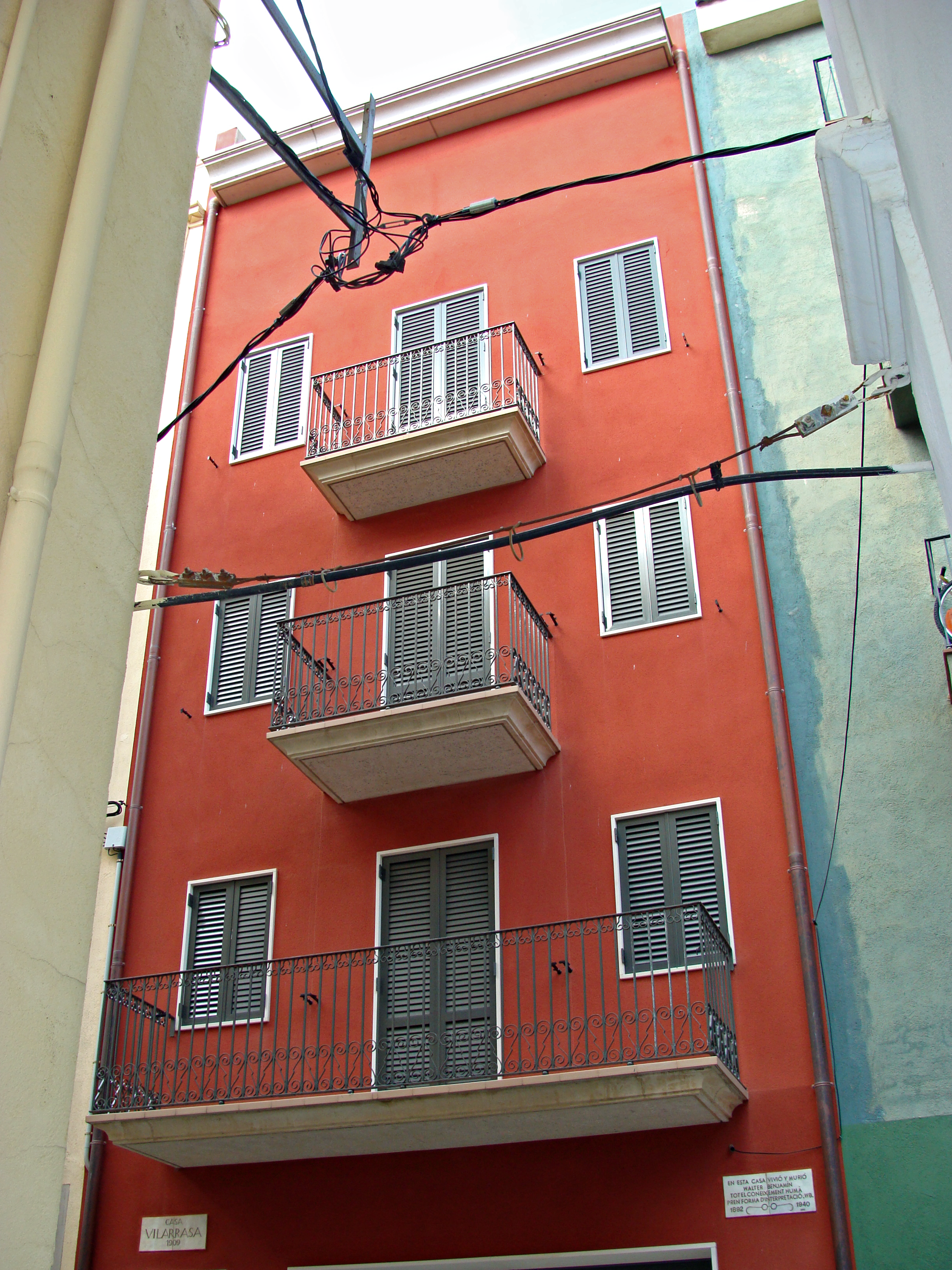
In diesem Haus in Portbou starb Walter Benjamin (Aufnahme 2009)
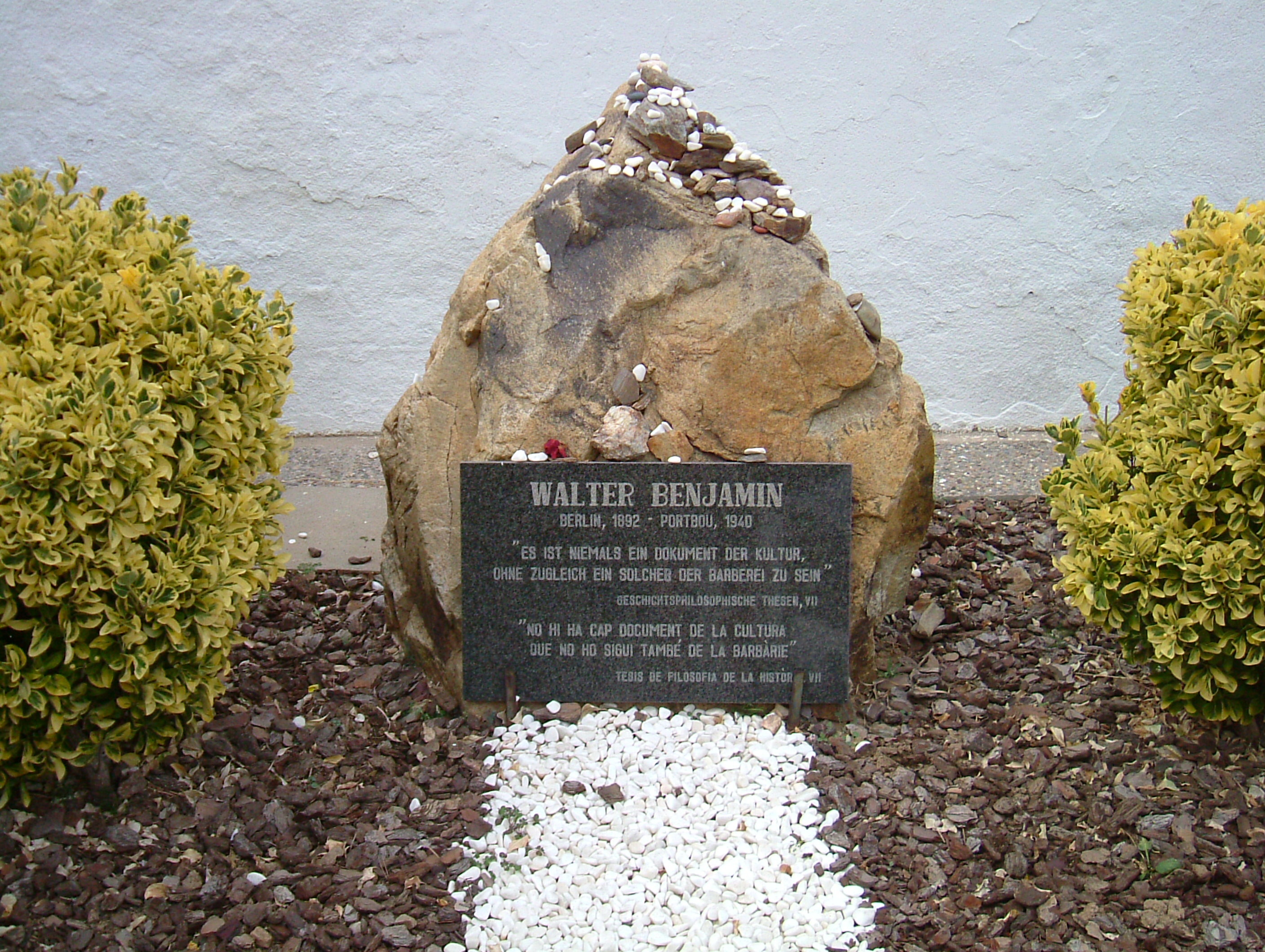
Gedenkstein für Walter Benjamin auf dem Friedhof von Portbou, Spanien (Aufnahme 2005)
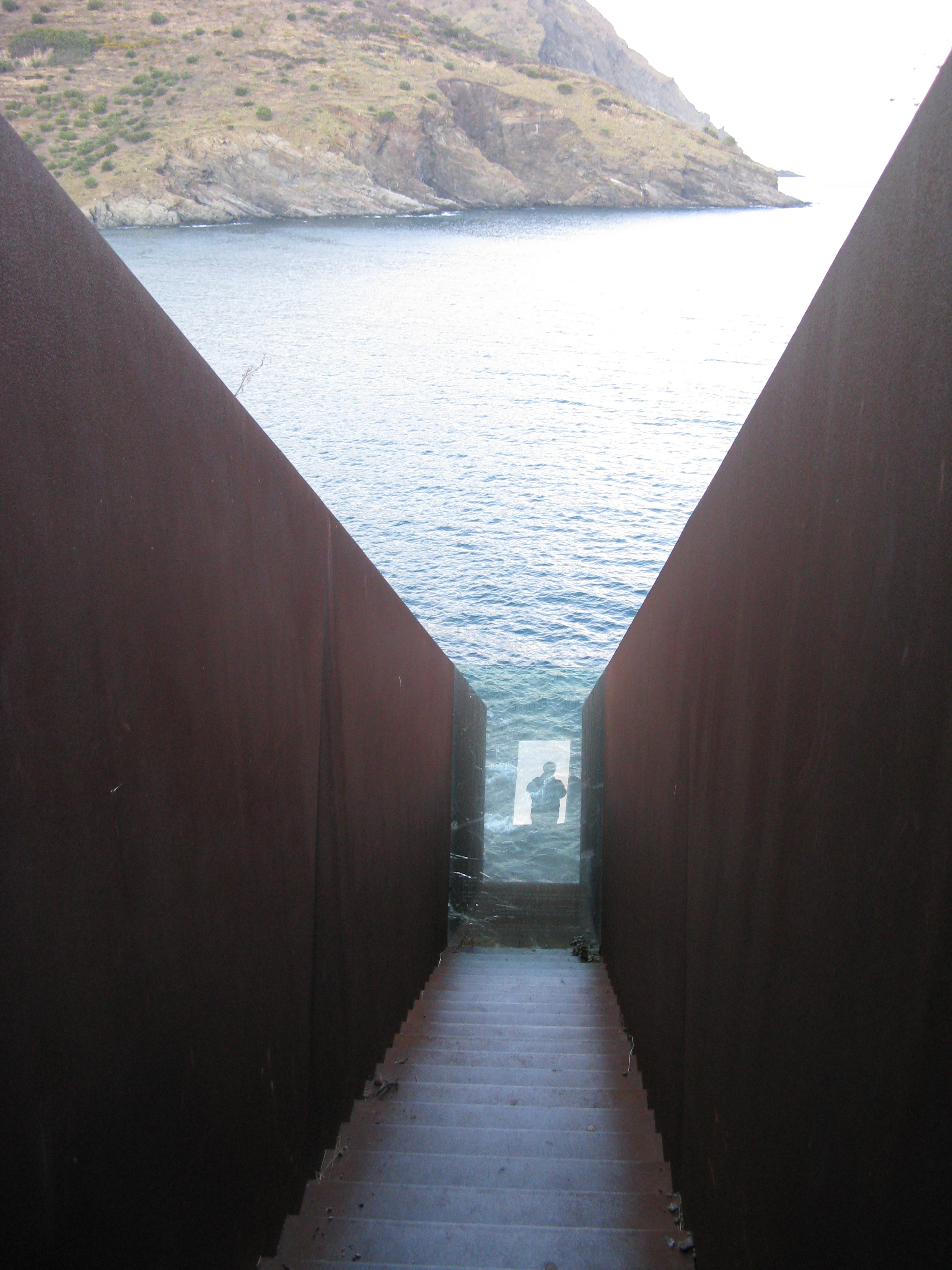
Sicht in die Flucht zum Meer hinab, Detail der begehbaren Passagen Dani Karavans am Friedhof von Portbou (Aufnahme 2009)

Wie aktuell die Auseinandersetzungen um Walter Benjamin sind, hat die Hans-Mayer-Gesellschaft in einer Veranstaltung zum 80. Todestag von Walter Benjamin aufgezeigt. Seit 2013 gibt es in Perpignan ein Kulturzentrum mit dem Namen Walter Benjamin. Dieses „Centre d’Art Contemporain Walter Benjamin“ (CACWB) hat sich nach einem guten Start 2014 allerdings nicht zu einem renommierten Museum für zeitgenössische Kunst entwickelt. Louis Aliot des rechtsextremen Rassemblement National (RN) hat im Mai 2020 als neuer Bürgermeister des Ortes bekannt gegeben, es mit einer neuen Konzeption wiederzubeleben. Er will es zu einem Ort machen, der „der Schöpfung und der Pflicht zur Erinnerung gewidmet ist, mit Einrichtung von Ausstellungen, Konferenzen, Künstlerresidenzen, Schöpfungen vor Ort.“ Zusätzlich will er es zu einem Zentrum machen, das dem jüdischen Gedächtnis, dem Schicksal der Zigeuner und der tragischen Geschichte der spanischen „Retirada“ dient. Bei der Gedenkveranstaltung Für Walter Benjamin – Erinnern und Eingedenken am 23. Oktober 2020 wurde hierüber ausführlich berichtet.
Im Zentrum von Straßburg gibt es eine kleine Straße mit dem Namen Passage Walter Benjamin. In Freiburg im Breisgau, wo Benjamin studiert hatte, befindet sich im Stadtteil Rieselfeld die Walter-Benjamin-Straße und in der Wiehre gibt es eine Gedenktafel an seinem Wohnhaus in der Kirchstraße 49.
In Barcelona wurde die Gartenanlage Jardins de Walter Benjamin nach ihm benannt.
Seit 2019 fördert das Walter-Benjamin-Programm der Deutschen Forschungsgemeinschaft Postdocs bei der Umsetzung eines eigenen Forschungsvorhabens.
2022 stellte Igor Tschubarow, ein moderner russischer Philosoph, Spezialist für die Medienphilosophie und Übersetzer von Benjamins Werken ins Russische, den russischsprachigen Telegram-Kanal „Radio Benjamin“.
In der Serie Transatlantic (2023) wird Benjamin von Moritz Bleibtreu dargestellt.

### Vertonungen
- Musikalisch wie szenisch wurde Benjamins Tod in der Oper Shadowtime von Charles Bernstein (Libretto) und Brian Ferneyhough (Komposition) verarbeitet.
- Die Oper Port Bou von Elliott Sharp hat die letzten Momente im Leben Walter Benjamins zum Thema.
- Helmut Oehrings dreiteiliger Zyklus Angelus Novus bezieht sich auf das Leben und die Schriften Walter Benjamins in Bezug auf Paul Klees Zeichnung Angelus Novus.
- Im Juni 2018 wurde an der Staatsoper Hamburg die Oper Benjamin des Dirigenten und Komponisten Peter Ruzicka uraufgeführt.

## Schriften

### Buchausgaben zu Lebzeiten
- Begriff der Kunstkritik in der deutschen Romantik. Verlag A. Francke, Bern 1920.
- Charles Baudelaire, Tableaux Parisiens. Deutsche Übertragung mit einem Vorwort über die Aufgabe des Übersetzers, französisch und deutsch, Verlag von Richard Weißbach, Heidelberg 1923.
- Einbahnstraße. Rowohlt, Berlin 1928.
- Ursprung des deutschen Trauerspiels. Rowohlt, Berlin 1928.
- Deutsche Menschen. Eine Folge von Briefen. Auswahl und Einleitungen von Detlef Holz [Pseudonym]. Vita Nova Verlag, Luzern 1936.

### Einzelveröffentlichungen (Auswahl)
- Die Aufgabe des Übersetzers.1921.
- Zur Kritik der Gewalt. In: Archiv für Sozialwissenschaft und Sozialpolitik. 1921 (pdf).
- Kapitalismus als Religion, 1921, Dirk Baecker (Hrsg.), Kadmos, Berlin 2003, ISBN 3-931659-27-5.
- Goethes Wahlverwandtschaften. In: Neue Deutsche Beiträge. 1924/1925.
- Der Surrealismus. In: Die literarische Welt. 1929.
- Zum Bilde Prousts. In: Die literarische Welt. 1929.
- Karl Kraus. In: Frankfurter Zeitung. 1931.
- Franz Kafka. Zur zehnten Wiederkehr seines Todestages. Auszüge in: Jüdische Rundschau. 21. Dezember und 28. Dezember 1934.
- Das Kunstwerk im Zeitalter seiner technischen Reproduzierbarkeit (vier Fassungen 1935–1939). Erstausgabe [franz. Übers.] In: Zeitschrift für Sozialforschung. 1936.
- Der Erzähler. Betrachtungen zum Werk Nikolai Lesskows. In: Orient und Occident. 1936.
- Eduard Fuchs, der Sammler und der Historiker. In: Zeitschrift für Sozialforschung. 1937.
- Über einige Motive bei Baudelaire. In: Zeitschrift für Sozialforschung. 1939.
- Über den Begriff der Geschichte (1940). In: Walter Benjamin zum Gedächtnis. 1942; Die Neue Rundschau. 1950.
- Das Passagen-Werk (1928–1929, 1934–1940), hrsg. von Rolf Tiedemann, 2 Bände, Suhrkamp Frankfurt am Main 1983 [Taschenbuchausgabe].
- Berliner Kindheit um neunzehnhundert (1932–1934/1938). Mit einem Nachwort von Theodor W. Adorno und einem editorischen Postskriptum von Rolf Tiedemann. Fassung letzter Hand und Fragmente aus früheren Fassungen. Suhrkamp, Frankfurt am Main 1987.
- Berliner Kindheit um neunzehnhundert. Gießener Fassung, hrsg. und mit einem Nachwort von Rolf Tiedemann. Suhrkamp, Frankfurt am Main 2000.
- Kleine Geschichte der Photographie. Mit einem Essay von Wolfgang Matz und zahlreichen, teils farbigen, Abbildungen. Berlin: Alexander Verlag Berlin 2023.

### Werkausgaben
- Schriften. Hrsg. von Theodor W. Adorno und Gretel Adorno unter Mitwirkung von Friedrich Podszus. 2 Bände. Suhrkamp, Frankfurt am Main 1955.
- Briefe. Hrsg. und mit Anmerkungen versehen von Gershom Scholem und Theodor W. Adorno. 2 Bände. Suhrkamp, Frankfurt am Main 1966.
- Illuminations. Walter Benjamin: Essays and Reflections. Vorwort, Bearbeitung und Hrsg. Hannah Arendt. Schocken Verlag, New York 1969, ISBN 0-8052-0241-2.
- Über Haschisch: Novellistisches, Berichte, Materialien. 1. Auflage. Suhrkamp, Frankfurt am Main 1972.
- Gesammelte Schriften. Unter Mitwirkung von Theodor W. Adorno und Gershom Scholem hrsg. von Rolf Tiedemann und Hermann Schweppenhäuser. Bände I–VII, Suppl. I–III (in 17 Bänden gebunden). Suhrkamp, Frankfurt am Main 1972–1999. Revidierte Taschenbuch-Ausgabe: Bände I–VII (in 14 Bänden gebunden), Suhrkamp, Frankfurt am Main 1991.
  - Band I/1: Abhandlungen. S. 1–430.
Der Begriff der Kunstkritik in der deutschen Romantik; Goethes Wahlverwandtschaften; Ursprung des deutschen Trauerspiels; Das Kunstwerk im Zeitalter seiner technischen Reproduzierbarkeit, Erste und Dritte Fassung
  - Band I/2: Abhandlungen, S. 435–796.
Charles Baudelaire. Ein Lyriker im Zeitalter des Hochkapitalismus, 3 Teile: Das Paris des Second Empire bei Baudelaire, Über einige Motive bei Baudelaire, Zentralpark; Über den Begriff der Geschichte; Selbstanzeige der Dissertation; L’œuvre d’art à l’époque de sa reproduction mécanisée; Notes sur les Tableaux parisiens de Baudelaire.
  - Band I/3: Abhandlungen, S. 797–1272. Anmerkungen der Herausgeber
  - Band II/1: Aufsätze, Essays, Vorträge, S. 1–406.
  - Band II/2: Aufsätze, Essays, Vorträge, S. 407–813.
    - Darin u. a.: Der Autor als Produzent

  - Band II/3: Aufsätze, Essays, Vorträge, S. 815–1526.
  - Band III: Kritiken und Rezensionen.
Kritiken und Rezensionen 1912–1939/1940; Anhang: Entwürfe zu Rezensionen; Vorschläge für den Besprechungsteil der Zeitschrift für Sozialforschung
  - Band IV/1: Kleine Prosa/ Baudelaire Übertragungen, S. 1–605.
  - Band IV/2: Kleine Prosa/ Baudelaire Übertragungen, S. 607–1108.
Illustrierte Aufsätze; Hörmodelle; Geschichten und Novellistisches; Miszellen
  - Band V/1: Das Passagen-Werk, S. 1–654.
  - Band V/2: Das Passagen-Werk, S. 655–1350.
  - Band VI: Fragmente, Autobiographische Schriften
Zur Sprachphilosophie und Erkenntniskritik; Zur Geschichtsphilosophie und Erkenntniskritik; Lebensläufe; Aufzeichnungen 1906–1932; Berliner Chronik um Neunzehnhundert; enthält u. a. das Fragment Kapitalismus als Religion
  - Band VII/1: Nachträge, S. 1–519.
  - Band VII/2: Nachträge, S. 525–1024.
  - Supp. I: Kleinere Übersetzungen: Tristan Tzara, D’Annunzio, Louis Aragon, Proust, Léon Bloy, Adrienne Monnier, Saint-John Perse, Honoré de Balzac, Jouhandeau
  - Supp. II: Proust, Im Schatten der jungen Mädchen
  - Supp. III: Übersetzung (mit Franz Hessel): Proust, Guermantes
- Écrits français. Présentés et introduits par Jean-Maurice Monnoyer. Gallimard, Paris 1991.
- Gesammelte Briefe. Hrsg. vom Theodor-W.-Adorno-Archiv. 6 Bände, hrsg. von Christoph Gödde und Henri Lonitz. Suhrkamp, Frankfurt am Main 1995–2000.
- Arendt und Benjamin: Texte, Briefe, Dokumente, hrsg. von Detlev Schöttker und Erdmut Wizisla. Suhrkamp, Frankfurt am Main 2006, ISBN 3-518-29395-8.
- Werke und Nachlaß. Kritische Gesamtausgabe. Herausgegeben von Henri Lonitz und Christoph Gödde. 21 Bände (geplant), Suhrkamp, Frankfurt am Main/Berlin seit 2008.
  - Band 3: Der Begriff der Kunstkritik in der deutschen Romantik. Herausgegeben von Uwe Steiner. 2008, ISBN 978-3-518-58501-6.
  - Band 5: Gedichte und Erzählungen. Herausgegeben von Chryssoula Kambas. 2024, ISBN 978-3-518-58776-8.
  - Band 7: Charles Baudelaire Tableaux Parisiens. Herausgegeben von Antonia Birnbaum und Michel Métayer. 2017. ISBN 978-3-518-58704-1.
  - Band 8: Einbahnstraße. Herausgegeben von Detlev Schöttker unter Mitarbeit von Steffen Haug. 2009, ISBN 978-3-518-58524-5.
  - Band 9: Rundfunkarbeiten (zwei Teilbände). Herausgegeben von Thomas Küpper und Anja Nowak. 2017, ISBN 978-3-518-58610-5.
  - Band 10: Deutsche Menschen. Herausgegeben von Momme Brodersen. 2008, ISBN 978-3-518-58510-8.
  - Band 11: Berliner Chronik. Berliner Kindheit um neunzehnhundert (zwei Teilbände). Herausgegeben von Burkhardt Lindner und Nadine Werner. 2019, ISBN 978-3-518-58728-7. Digitale Edition
  - Band 13: Kritiken und Rezensionen (zwei Teilbände). Herausgegeben von Heinrich Kaulen. 2011, ISBN 978-3-518-58560-3.
  - Band 14: Texte über Städte, Berichte, Feuilletons (zwei Teilbände). Herausgegeben von Bernhard Veitenheimer in Zusammenarbeit mit Klaus Reichert. 2021, ISBN 978-3-518-58767-6.
  - Band 16: Das Kunstwerk im Zeitalter seiner technischen Reproduzierbarkeit. Herausgegeben von Burkhardt Lindner. 2012, ISBN 978-3-518-58589-4.
  - Band 19: Über den Begriff der Geschichte. Herausgegeben von Gérard Raulet. 2010, ISBN 978-3-518-58549-8.

### Vollständiges Werkverzeichnis
- siehe Walter Benjamin Werkverzeichnis

## Ausstellungen
- 1990: Walter Benjamin 1892–1940. Eine Ausstellung des Theodor W. Adorno Archivs in Verbindung mit dem Deutschen Literaturarchiv. Schiller-National-Museum, Marbach, 28. August bis 14. Oktober 1990; Literaturhaus Berlin, 21. Oktober bis 9. Dezember 1990
- 1991: Bucklicht Männlein und Engel der Geschichte. Walter Benjamin, Theoretiker der Moderne. Eine Ausstellung des Werkbund-Archivs im Martin-Gropius-Bau, 28. Dezember 1990 bis 28. April 1991
- 2006: Walter Benjamins Archive. Bilder, Texte und Zeichnungen, 3. Oktober bis 19. November 2006, Akademie der Künste (Berlin)
- 2007: Walter Benjamin A Eivissa 1932–33. Vicente Valero
- 2011: Walter Benjamin: Eine Reflexion in Bildern, Architekturmuseum der Technischen Universität München
- 2011: Walter Benjamin: Constellations, Círculo de Bellas Artes Madrid, kuratiert von César Rendueles
- 2011: Walter Benjamin Archives, Musée d’art et d’histoire du Judaïsme, Paris, 11. Oktober 2011 bis 5. Februar 2012[230]
- 2012: Benjamin in Berlin, Archivfenster der Akademie der Künste Berlin,[231] 23. Oktober 2012 bis 30. Juni 2013[232]
- 2017: Benjamin und Brecht: Denken in Extremen, Akademie der Künste Berlin, 26. Oktober 2017 bis 28. Januar 2018[233]
- 2025: Der Engel der Geschichte. Walter Benjamin, Paul Klee und die Berliner Engel 80 Jahre nach Kriegsende, Bode-Museum Berlin, 8. Mai 2025 bis 13. Juli 2025[234]

### Einführungen
- Momme Brodersen: Walter Benjamin. Leben, Werk, Wirkung (= Suhrkamp BasisBiographie. 4). Suhrkamp, Frankfurt am Main 2005, ISBN 3-518-18204-8.
- Sven Kramer: Walter Benjamin zur Einführung. 3. vollst. überarb. Aufl. Junius, Hamburg 2010, ISBN 978-3-88506-683-5.
- Burkhardt Lindner (Hrsg.): Benjamin-Handbuch. Leben – Werk – Wirkung. Metzler, Stuttgart und Weimar 2006, ISBN 3-476-01985-3.
- Ansgar Lorenz, Antonio Roselli: Walter Benjamin. Philosophie für Einsteiger. Wilhelm Fink, Paderborn 2017, ISBN 978-3-7705-6163-6.
- Bernd Witte: Walter Benjamin. Mit Selbstzeugnissen und Bilddokumenten (=Rowohlts Monographien). Rowohlt, Reinbek 1985, ISBN 978-3-499-50341-2.

### Biographien
- Howard Eiland, Michael W. Jennings: Walter Benjamin: a critical life. Belknap Press of Harvard University Press, Cambridge, Mass. u. a. 2014, ISBN 978-0-674-05186-7.
  - Howard Eiland, Michael W. Jennings: Walter Benjamin. Eine Biographie. Ins Deutsche übersetzt von Irmgard Müller und Ulrich Fries. Suhrkamp, Berlin 2020, ISBN 978-3-518-42841-2.
- Eli Friedlander: Walter Benjamin. Ein philosophisches Portrait. Beck, München 2013, ISBN 978-3-406-65457-2.
- Werner Fuld: Walter Benjamin. Eine Biographie. Rowohlt, Reinbek 1990, ISBN 3-499-12675-3.
- Uwe-Karsten Heye: Die Benjamins. Eine deutsche Familie. Aufbau Verlag, Berlin 2014, ISBN 978-3-351-03562-4.
- Lorenz Jäger: Walter Benjamin. Das Leben eines Unvollendeten. Rowohlt, Berlin 2017, ISBN 978-3-87134-821-1.
- Eva Weissweiler: Echo deiner Frage. Dora und Walter Benjamin. Biographie einer Beziehung. Hoffmann und Campe, Hamburg 2020, ISBN 978-3-455-00643-8.
- Momme Brodersen: Verschüttete Erinnerung. Wo die Benjamins zu Hause waren. Transit, Berlin, 2023, ISBN 978-3-88747-407-2.

### Zeitzeugen
- Theodor W. Adorno: Über Walter Benjamin. Aufsätze, Artikel, Briefe. Suhrkamp, Frankfurt 1970, ISBN 3-518-01260-6.
- Hannah Arendt: Walter Benjamin – Bertolt Brecht. Zwei Essays. Piper, München 1986, ISBN 3-492-10012-0, wieder in: Menschen in finsteren Zeiten. München 2001, ISBN 3-492-23355-4, S. 179–236, deutsche und amerikanische Erstveröffentlichung 1968.
- Hannah Arendt, Gershom Scholem: Der Briefwechsel (1939–1964), Hrsg. Marie Luise Knott unter Mitarb. von David Heredia, Jüdischer Verlag im Suhrkamp Verlag, Berlin 2010, ISBN 978-3-633-54234-5, insbesondere über den Nachlass Walter Benjamins.
- Lisa Fittko: Mein Weg über die Pyrenäen. Erinnerungen 1940/41. Carl Hanser, Mü 1985, ISBN 3-446-13948-6.
- Carl Linfert, Anna Maria Toet Blaupot ten Cate, Hermann Hesse, Asja Lācis, Willy Haas, Max Aron, Werner Kraft, Soma Morgenstern, Karl Otto Thieme, Dora Benjamin (Schwester). Bostelmann & Siebenhaar, Berlin 2000, ISBN 3-934189-47-4 (Reihe: Akte Exil,2).
- Geret Luhr (Hrsg.): „Was noch begraben lag.“ Zu W. B.s Exil. Briefe und Dokumente. Beiträge von Dora Sophie B.[235] & Stefan Benjamin, Wilhelm Speyer, Gretel Adorno, Elisabeth Hauptmann, * * „… wie überall hin die Leute verstreut sind …“ Walter Benjamin – das Adressbuch des Exils 1933–1940. Herausgegeben und kommentiert von Christine Fischer-Defoy, Koehler & Amelang, Leipzig 2006, ISBN 3-7338-0346-9.
- Gershom Scholem: Walter Benjamin – die Geschichte einer Freundschaft. Suhrkamp, Frankfurt 1975, ISBN 3-518-01467-6.
- Gershom Scholem: Walter Benjamin und sein Engel. Vierzehn Aufsätze und kleine Beiträge. Suhrkamp, Frankfurt 1983, ISBN 3-518-57634-8.
- Über Walter Benjamin. Mit Beiträgen von Theodor W. Adorno, Ernst Bloch, Max Rychner, Gershom Scholem, Jean Selz, Hans Heinz Holz, Ernst Fischer. Suhrkamp, Frankfurt 1968.

### Forschung und Rezeption
Philosophiebibliographie: Walter Benjamin – Zusätzliche Literaturhinweise zum Thema
- Julia Abel: Walter Benjamins Übersetzungsästhetik. Die Aufgabe des Übersetzers im Kontext von Benjamins Frühwerk und seiner Zeit. Aisthesis, Bielefeld 2014, ISBN 978-3-8498-1094-8.
- Wolfgang Bock: Vom Blickwispern der Dinge. Sprache. Erinnerung und Ästhetik bei Walter Benjamin. Vorlesungen in Rio de Janeiro 2007. Königshausen & Neumann, Würzburg 2010, ISBN 978-3-8260-4179-2.
- Peter Bulthaup (Hrsg.): Materialien zu Benjamins Thesen „Über den Begriff der Geschichte“, Beiträge und Interpretationen. Suhrkamp, Frankfurt am Main 1975, ISBN 3-518-07721-X.
- Jacques Derrida: Gesetzeskraft. Der „mystische Grund der Autorität“. Suhrkamp, Frankfurt am Main 1996, ISBN 3-518-13331-4 (Auseinandersetzung mit Benjamins Zur Kritik der Gewalt).
- Jacques Derrida: Des tours de Babel. In: J. Derrida: Psyché. Inventions de l’autre. Éditions Galilée, Paris 1987, S. 203–237 (in Zusammenhang mit Benjamins: Die Aufgabe des Übersetzers. 1923).
- Sophia Ebert: Walter Benjamin und Wilhelm Speyer. Freundschaft und Zusammenarbeit. Aisthesis, Bielefeld 2017, ISBN 978-3-8498-1231-7 (Moderne-Studien Band 21).
- Justus Fetscher: Nach Port Bou. Walter Benjamin in der Literatur. In: literaturkritik.de. Nr. 9, September 2006 – Schwerpunkt: Walter Benjamin (Volltext).
- Dominik Finkelde: Benjamin liest Proust. Mimesislehre – Sprachtheorie – Poetologie. W. Fink Verlag, München 2004, ISBN 3-7705-3932-X.
- Stefan Gandler: Materialismus und Messianismus. Zu Walter Benjamins Thesen „Über den Begriff der Geschichte“. Aisthesis, Bielefeld 2008, ISBN 978-3-89528-695-7.
- Claude Haas; Daniel Weidner (Hrsg.): Benjamins Trauerspiel. Theorie – Lektüren – Nachleben. Kulturverlag Kadmos, Berlin 2014. LiteraturForschung Band 21, ISBN 978-3-86599-237-6.
- Jürgen Habermas: Bewußtmachende oder rettende Kritik. Die Aktualität Walter Benjamins. (1972). In: Jürgen Habermas: Politik, Kunst und Religion. Essays über zeitgenössische Philosophen. Reclam, Stuttgart 1978 (aktuelle Neuauflage 2006) ISBN 3-15-009902-1, S. 48–95.
- Werner Hamacher: Die Geste im Namen. Benjamin und Kafka. In: Werner Hamacher: Entferntes Verstehen. Suhrkamp, Frankfurt am Main 1998, ISBN 3-518-12026-3, S. 280 ff.
- Anselm Haverkamp (Hrsg.): Gewalt und Gerechtigkeit. Derrida–Benjamin. Suhrkamp, Frankfurt am Main 1993, ISBN 3-518-11706-8.
- Michael Hofmann: »Die Vergangenheit führt einen heimlichen Index mit, durch den sie auf die Erlösung verwiesen wird«. Geschichtsphilosophie, Religion und Interkulturalität bei Walter Benjamin. In: »Transkulturelle Hermeneutik I«. Vorträge auf Einladung des Walter Benjamin-Lehrstuhls für deutsch-jüdische Literatur- und Kulturwissenschaft an der Hebräischen Universität in Jerusalem. Herausgegeben von Michael Fisch und Christoph Schmidt. Weidler, Berlin 2020, S. 193–208. (Beiträge zur transkulturellen Wissenschaft. Band 12.) ISBN 978-3-89693-750-6.
- Andreas Jacke: Traumpassagen – eine Filmtheorie mit Walter Benjamin. Königshausen & Neumann, Würzburg 2013, ISBN 978-3-8260-5046-6.
- Eric Jacobson: Metaphysics of the Profane: The Political Theology of Walter Benjamin and Gershom Scholem. Columbia University Press, New York 2003, ISBN 0-231-12657-3, S. 352 ff.
- Sascha Kirchner, Vivian Liska, Karl Solibakke, Bernd Witte (Hrsg.): Walter Benjamin und das Wiener Judentum zwischen 1900 und 1938. Königshausen & Neumann, Würzburg 2009, ISBN 978-3-8260-4246-1.
- Ralf Konersmann: Erstarrte Unruhe. Walter Benjamins Begriff der Geschichte. Fischer, Frankfurt am Main 1991, ISBN 3-596-10962-0.
- Isabel Kranz: Raumgewordene Vergangenheit. Walter Benjamins Poetologie der Geschichte. Wilhelm Fink Verlag, Paderborn 2011, ISBN 978-3-7705-5108-8.
- Burkhardt Lindner Studien zu Benjamin, hrsg v. Jessica Nitsche u. Nadine Werner, Berlin 2016.
- Rudolf Maresch: GespensterVerkehr. Derrida liest Benjamins „Zur Kritik der Gewalt“. (E-Text als PDF).
- Stefano Marchesoni: Walter Benjamins Konzept des Eingedenkens. Über Genese und Semantik einer Denkfigur. Kadmos Verlag, Berlin 2016, ISBN 978-3-86599-328-1.
- Wolfgang Matz: Eine Kugel im Leibe. Walter Benjamin und Rudolf Borchardt: Judentum und deutsche Poesie. Wallstein Verlag, Göttingen 2011, ISBN 978-3-8353-0946-3.
- Horst Nitschak: Walter Benjamin in Lateinamerika. Eine widersprüchliche Erfolgsgeschichte. In: Peter Birle, Friedhelm Schmidt-Welle (Hrsg.): Wechselseitige Rezeptionsprozesse Deutschlands und Lateinamerikas im 20. Jahrhundert. Vervuert, Frankfurt am Main 2007, S. 47–77.
- Jessica Nitsche: Walter Benjamins Gebrauch der Fotografie. Berlin 2010.
- Jessica Nitsche, Nadine Werner (Hrsg.): Entwendungen. Walter Benjamin und seine Quellen. Paderborn 2019, ISBN 978-3-7705-6352-4.
- Michael Opitz, Erdmut Wizisla (Hrsg.): Benjamins Begriffe. 2 Bände. Suhrkamp, Frankfurt am Main 2000, ISBN 3-518-12048-4.
- Jean-Michel Palmier: Walter Benjamin. Lumpensammler, Engel und bucklicht Männlein. Ästhetik und Politik bei Walter Benjamin. Herausgegeben und mit einem Vorwort von Florent Perrier. Aus dem Französischen von Horst Brühmann, Suhrkamp, Frankfurt am Main 2009, ISBN 978-3-518-58536-8. – TB-Ausgabe 2019, ISBN 978-3-518-29888-6.
- Sandro Pignotti: Walter Benjamin – Judentum und Literatur. Tradition, Ursprung, Lehre mit einer kurzen Geschichte des Zionismus. Rombach, Freiburg 2009, ISBN 978-3-7930-9547-7.
- Robert Pursche: Umkämpftes Nachleben. Walter Benjamins Archive 1940-1990. Wallstein Verlag, Göttingen 2025, ISBN 978-3-8353-5705-1.
- Birgit Recki: Aura und Autonomie. Zur Subjektivität der Kunst bei Walter Benjamin und Theodor W. Adorno. Würzburg 1988, ISBN 3-88479-361-6.
- Heinz Schlaffer: Denkbilder. Eine kleine Prosaform zwischen Dichtung und Gesellschaftstheorie. In: Wolfgang Kuttenkeuler (Hrsg.): Poesie und Politik. Zur Situation der Literatur in Deutschland. Kohlhammer, Stuttgart 1973, S. 137–152.
- Detlev Schöttker: Konstruktiver Fragmentarismus. Form und Rezeption der Schriften Walter Benjamins. Suhrkamp, Frankfurt am Main 1999, ISBN 3-518-29028-2.
- Hermann Schweppenhäuser: Zum Geschichtsbegriff Walter Benjamins. In: Geschichte denken. Lit, Münster 1999, ISBN 3-8258-4176-6, S. 95 ff.
- Rolf Tiedemann: Studien zur Philosophie Walter Benjamins. Mit einer Vorrede von Theodor W. Adorno. Europäische Verlagsanstalt, Frankfurt am Main 1965 (2. Aufl.: Suhrkamp, Frankfurt am Main 1973, ISBN 3-518-00644-4).
- Rolf Tiedemann: Dialektik im Stillstand. Versuche zum Spätwerk Walter Benjamins. Suhrkamp, Frankfurt am Main 1983, ISBN 3-518-28045-7.
- Walter Benjamin Archiv (Hrsg.): Walter Benjamins Archive. Bilder, Texte, Zeichen. Suhrkamp, Frankfurt am Main 2006, ISBN 3-518-41835-1.
- Lienhard Wawrzyn: Walter Benjamins Kunsttheorie. Kritik einer Rezeption. Luchterhand, Darmstadt 1973, ISBN 3-472-77016-3.
- Daniel Weidner: »Das epische Element in der Geschichte preisgeben«. Walter Benjamins Historisierung. In: Transkulturelle Hermeneutik. I. Vorträge auf Einladung des Walter Benjamin-Lehrstuhls für deutsch-jüdische Literatur- und Kulturwissenschaft an der Hebräischen Universität in Jerusalem. Herausgegeben von Michael Fisch und Christoph Schmidt. Weidler, Berlin 2020,  ISBN 978-3-89693-750-6, S. 211–227 (= Beiträge zur transkulturellen Wissenschaft. Band 12).
- Sigrid Weigel: Walter Benjamin. Die Kreatur, das Heilige, die Bilder. Fischer, Frankfurt am Main 2008, ISBN 978-3-596-18018-9.
- Sigrid Weigel, Daniel Weidner (Hrsg.): Benjamin-Studien 3. München, Fink 2014.
- Daniel Weidner: Traduction et survie. Walter Benjamin lit Marcel Proust. Übersetzen und Überleben. Walter Benjamin liest Marcel Proust. Éditions de l'éclat/'éclats, 2015, ISBN 978-2-84162-358-7.
- Nadine Werner: Archäologie des Erinnerns. Sigmund Freud in Walter Benjamins „Berliner Kindheit“. Wallstein, Göttingen 2015.
- Jan Urbich: Darstellung bei Walter Benjamin. Die „Erkenntniskritische Vorrede“ im Kontext ästhetischer Darstellungstheorien der Moderne. De Gruyter, Berlin 2011, ISBN 978-3-11-026515-6.
- Hans J. Vermeer: Übersetzen als Utopie. Die Übersetzungstheorie des Walter Bendix Schoenflies Benjamin (Reihe Wissenschaft, Bd. 3). Textcontext-Verlag, Heidelberg 1996, ISBN 3-9805370-2-1.
- Georg Wiesing-Brandes: Das Pariser Adressbuch. Eine Biographie des Exils im Spiegel, Nimus, Wädenswil 2025, ISBN 978-3-03850-085-8.

### Sonstige Artikel und Veröffentlichungen
- Ammer & Console: Loopspool. 3 CDs, 1999 (Code01), mit den Stimmen von Theodor W. Adorno, Laurie Anderson, Ernst Bloch, Lisa Fittko, Heiner Müller, Max Rychner, Gerschom Sholem, Informationen und Audiodateien.
- Daniel Bensaïd: Walter Benjamin. Links des Möglichen. Laika, Hamburg 2012, ISBN 978-3-944233-18-5.
- Walter Benjamin: Eine Reflexion in Bildern.Ausstellungskatalog zur Ausstellung 2011 im Architekturmuseum der Technischen Universität München. Walter König, Köln 2011, ISBN 978-3-86335-003-1.
- Walter Benjamin: Stadt des Flaneurs. Hrsg. und mit einem Nachwort versehen von Matthias Zimmermann. be.bra verlag, Berlin 2015, ISBN 978-3-89809-131-2.
- Walter Benjamin: Träume. Herausgegeben und mit einem Nachwort versehen von Burkhardt Lindner. Suhrkamp, Frankfurt am Main 2008, ISBN 978-3-518-22433-5.[236]
- Momme Brodersen: Klassenbild mit Walter Benjamin. Eine Spurensuche. Siedler, München 2012, ISBN 978-3-88680-943-1.
- Karin Ceballos Betancur: Die letzte Passage. Vor 70 Jahren starb der Philosoph Walter Benjamin auf der Flucht vor den Nazis. Ein Wanderweg durch die Pyrenäen folgt seinen Spuren. In: zeit.de, Nr. 37, 9. September 2010, Reisen, S. 63.
- Charlotte Coch: Lektüre als Form. Das absolute Buch bei Friedrich Schlegel, Walter Benjamin und Niklas Luhmann. transcript, Bielefeld 2021, ISBN 978-3-8376-5579-7.
- Antonia Grunenberg: Götterdämmerung: Aufstieg und Fall der deutschen Intelligenz 1900–1940. Walter Benjamin und seine Zeit. Herder, 2018, ISBN 978-3-451-38309-0
- Marie Luise Knott: Aus einer Totenpost, Erbschaft glücklicher Zeiten, belastet vom Schrecken der Geschichte: Wie der erste schriftstellerische Versuch von Walter Benjamin die Jahrzehnte überlebt hat. In: seiten.faz-archiv.de, Nr. 1, 2. Januar 2010, „Bilder und Zeiten“, S. Z1.
- Marcel Reich-Ranicki: Walter Benjamin – Der poetische Denker In: Die Anwälte der Literatur. dtv 1996, S. 227–236.

## Filme
- Wer tötete Walter Benjamin… (OT: Quién mató a Walter Benjamin…) Dokumentarfilm, Spanien, Niederlande, 2005, 53 Min., Buch: David Mauas und Joan Ripollès, Regie: David Mauas, Produktion: Milagros producciones, Televisió de Catalunya, Filmseite mit Vorschau.
- Geschichten der Freundschaft. Walter Benjamin zum Gedächtnis. Dokumentarfilm, Frankreich, Deutschland, 2010, 53 Min., Buch und Regie: David Wittenberg, Produktion: Navis Film, WDR, arte, Erstsendung: 20. September 2010 bei arte, Inhaltsangabe auf arte.tv.
- Walter Benjamins Flucht über die Pyrenäen. Dokumentarfilm über die Begehung des Weges von Ronald Engert, Deutschland 2022, 70 Min. (YouTube).

## Belletristik
- Robert Cohen: Exil der frechen Frauen. Roman. Rotbuch Verlag, Berlin 2009, ISBN 978-3-293-20874-2.
- Aurélien Bellanger: Le vingtième siècle. Gallimard, Paris 2023, ISBN 978-2-07-299255-1.[237]
- Marica Bodrožić: Die Arbeit der Vögel. Seelenstenogramme. Luchterhand, München 2022, ISBN 978-3-630-87594-1.